# Étymologies des noms de pays
 (septembre 2011).
Cette liste couvre les étymologies des noms de pays en français. Elle peut inclure des notes sur les noms indigènes et leurs étymologies. Les pays en italique n'existent plus en tant qu'entités politiquement souveraines.

## Liste alphabétique

### A
Afghanistan
Littéralement « Terre des Afghans » mais en fait « Terre des Pachtounes », « Afghan » ayant été utilisé comme synonyme de « Pachtoune » depuis le Moyen Âge. L'État moderne est fondé par Ahmad Chah Durrani au milieu du XVIIIe siècle et constitué des territoires actuels de l'Afghanistan, du Pakistan et du Nord-Est de l'Iran. « Afghan » vient du nom tribal sanskrit Aśvaka (अश्वक) signifiant « cavalier », le pays étant connu pour sa race de chevaux. Le suffixe persan -stan signifie « terre, pays ». Dans l'Antiquité, le nom tribal Aśvaka semble avoir été utilisé pour les Kambojas. L'arabe Afgan (افغان) est une adaptation de la forme prâkrit Avagana (आभगन), utilisée par Varahamihira dans son Bṛhat Saṃhitā du VIe siècle.
 Afrique du Sud
Descriptif ; de sa position géographique sur le continent d'Afrique.
- Azania (nom alternatif) : certains opposants au régime de l'apartheid utilisaient le nom Azania au lieu d'« Afrique du Sud ». L'origine de ce nom est incertain, mais référait à plusieurs régions de l'Afrique de l'Est sub-saharienne. Il y a deux possibilités quant à l'origine du nom : de l'arabe 'ajam (« étranger », « non-Arabe »), ou du verbe grec azainein (« sécher », « dessécher »). Une autre étymologie proche de la précédente donne au terme Azanie la signification de « terre des peuples noirs »
- Mzansi (nom alternatif) : un surnom populaire jamais officiellement adopté. uMzantsi signifie « sud » en xhosa.

 Îles Åland (province autonome de Finlande)
« Terre [dans] l'eau », de la racine germanique *ahw-, mot apparenté au aqua latin. 
- Le nom en finnois Ahvenanmaa (« terre des perches ») est partiellement emprunté et partiellement une étymologie populaire du germanique.

 Albanie
Du grec médiéval Αλβανία (Albania). Alb vient de la racine proto-indo-européenne signifiant « blanc » ou « montagne » (parce que les montagnes ont souvent de la neige au sommet). En albanais le nom du pays est Shqipëria ou Arbëri (poétique et archaïque).
 Algérie
Le nom vient du nom de la ville d'Alger (via le catalan Aldjère), du mot arabe الجزائر (al-djaza'ir), signifiant « les îles » et se référant aux quatre îles au large de la ville jusqu'à ce qu'elles fassent partie du continent en 1525. « جزائر بني مَزغَنّاي » al-jaza'ir est lui-même un raccourci d'un nom plus ancien jaza'ir bani mazgannay, soit « les îles de [la tribu] Bani Mazghannay », utilisé par les géographes médiévaux tels qu'al-Idrisi et Yaqut al-Hamawi.
 Allemagne
Du nom de la tribu germanique du Sud Alamanni, signifiant probablement « tous les hommes » (donc une confédération de tribus).
 Andorre
Étymologie inconnue et contestée ; origine pré-romaine, peut-être ibère ou basque. Andorre pourrait dériver du mot arabe pour « forêt », al-Darra (الدرا). Quand les Maures envahissent l'Espagne, les vallées sont particulièrement boisées, et le titre Andorra peut se trouver lié à des villages dans d'autres parties d'Espagne sous domination maure. D'autres disent que le nom vient de l'espagnol andar (« marcher »), à l'origine du nom de la tribu nomade Andorrisoe, qui pourrait avoir migré dans les vallées et aux alentours d'Andorre. Il pourrait aussi venir du navarro-aragonais andurrial (« terre couverte de buissons »). Une légende raconte que le nom provient de Endor, mot archaïque que Louis le Débonnaire aurait pris pour nommer « les vallées sauvages de l'Enfer » après avoir battu les Maures (les montagnes sauvages et désolées ont été associées au Diable dans la littérature européenne).
 Angleterre (nation du Royaume-Uni)
Dérivé du nom vieil anglais Englaland, littéralement « terre des Angles ». Remarque : la forme française Angleterre est un composé archaïque où -land a fait place à -terre
- Les noms autochtones de l'Irlande, l'Écosse et le Pays de Galles réfèrent à l'Angleterre comme « terre des Saxons » : par exemple, l'irlandais Sasana, le gaélique écossais Sasann, le cornique (également langue celte) Pow Saws (soit « pays Saxon »). Le gallois utilise Lloegr pour l'Angleterre, mais le nom pour Anglais, Saesneg, dérive clairement de « Saxon » (c'est également le cas du gaélique écossais Sasunnach, souvent anglicisé à Sassenach).

 Angola
De Ngola, titre utilisé par le monarque du royaume de Ndongo. Les Portugais ont nommé la région en honneur d'un Ngola allié. Ce pays était autrefois appelé « Ambonde ».
 Anguilla (territoire britannique d'outre-mer)
De anguille, dû à sa forme étirée. Les circonstances de sa découverte par un Européen et son appellation sont incertaines : Christophe Colomb (1493) ou des explorateurs français (1494).
 Antigua-et-Barbuda
Lors de son arrivée en 1493, Christophe Colomb a nommé Antigua en honneur de la cathédrale Santa María La Antigua (Sainte-Marie-l'Ancienne) à Séville, en Espagne. « Barbuda » signifie « barbue » en espagnol. Les îles ont eu ce nom à cause de leurs figuiers, dont les longues racines ressemblent à des barbes. Le nom peut aussi faire référence aux barbes des autochtones.
 Antilles néerlandaises (territoire d'outre-mer des Pays-Bas)
« Antilles » vient de la terre ou île mythique d'Antillia, ou d'une combinaison de deux mots portugais, ante ou anti (peut-être « à l'opposé », dans le sens de « au côte opposé du monde ») et ilha (« île »). « Néerlandais » vient du nom néerlandais pour le pays-mère, les Pays-Bas. Voir Pays-Bas ci-dessous.
 Arabie saoudite
« Saoudite » d'après le nom de la dynastie al-Saud, la famille royale qui fonda le pays et y règne encore. La dynastie tient son nom d'un ancêtre, Sa`ûd, dont le nom signifie « un groupe d'étoiles/planètes ».
L'étymologie de « Arabe » est liée à celle du nom de lieu « Arabie ». La racine du mot a beaucoup de significations dans les langues sémitiques, y inclus « ouest », « coucher de soleil », « désert », « mêler », « marchand », « corbeau » et « compréhensible », tous ayant un lien à l'émergence du nom. Au temps de l'Égypte pharaonique, la région était déjà connue sous le nom de Ar Rabi.
 Argentine
Du latin argentum, pour argent. Au début de la colonisation espagnole des Amériques, au XVIe siècle, les adelantados et conquistadors espagnols nomment le Río de la Plata (« rivière d'argent ») ainsi parce qu'ils croient qu'elle les mènerait à la mythique Sierra de la Plata (« montagnes d'argent »). Le nom de la rivière est à son tour à l'origine du nom du bassin de la Plata, qui sera connue (via sa forme féminine adjectivale latine) comme Tierra Argentina (« terre d'argent », « terre argentée »), ou La Argentina de sa forme raccourcie, et ce, depuis le XVIIe siècle.
 Arménie
Du vieux persan 𐎠𐎼𐎷𐎡𐎴 Armina (XVe siècle, grec Armenia (Ἀρμενία) (Ve siècle). L'étymologie du nom persan est incertaine, mais peut être liée à l'assyrien Armânum, Armanî et/ou au Minni biblique. Le nom vieux-persan est un exonyme ; voir Hayk pour le nom autochtone et Urartu pour le Ararat biblique.
- Հայաստան Hayastan : Le nom arménien pour le pays est Hayk. Au Moyen Âge le nom a été allongé à Hayastan en y ajoutant le suffixe persan stan (« terre, pays »). Le nom est traditionnellement dérivé de Hayk (Հայկ), le patriarche légendaire des Arméniens et arrière-arrière-petit-fils de Noé, qui selon Moïse de Khorène a battu le roi babylonien Bel en 2492, et établit sa nation dans la région d'Ararat.
- სომხეთი Somkheti (ou სომხითი Somkhiti, plus ancien) : nom géorgien pour l'Arménie. Les spécialistes présument que le terme de Somkhiti ou Somkheti provient de « Sukhmi » ou « Sokhmi », le nom d'un pays ancien situé sur le haut Euphrate selon des sources Assyriennes et Urartiennes.

 Aruba (territoire des Pays-Bas)
Il existe deux possibilités. La première relate qu'en 1499 l'explorateur espagnol Alonso de Ojeda a nommé l'île « Oro Hubo » (« il y avait de l'or » en espagnol). La seconde cite le mot amérindien arawak oibubai, ce qui signifie « guide ».
 Australie
Du latin australis (austral), dans terra australis incognita (« terre australe inconnue »). Les premiers explorateurs européens ont donné aux terres récemment découvertes un nom descriptif et générique car ils pensaient qu'elles s'étendaient bien au-delà de ce qu'ils connaissaient. L'explorateur Matthew Flinders (1774-1814), le premier à faire le tour de l'Australie et cartographier ses côtes, utilise le terme « Australia » en 1814 dans son livre A Voyage to Terra Australis. Les précédents explorateurs néerlandais appelaient le continent « Australisch » et « Hollandia Nova » (Nouvelle Hollande). De l'introduction au livre de Flinders :
« Il n'y a aucune chance que toute autre terre détachée d'une étendue presque égale puisse être trouvée dans une latitude plus australe ; le nom Terra Australis décrira donc toujours l'importance géographique de ce pays et sa situation sur le globe : il a l'ancienneté de son côté ; et, ne faisant pas de référence aux deux nations prétendantes, paraît être moins insupportable que tout autre qui pourrait avoir été choisi.* » :
...avec la note suivante en bas de page :
« * Si je me serais permis une innovation quelconque sur le terme originel, ça aurait été de le convertir en AUSTRALIA ; étant plus agréable à entendre, et une assimilation des noms des autres grandes portions de la Terre. »
 Autriche
La forme Ostarrîchi est attestée en 996 et Osterrîche en 998. Composé germanique, lui même développé à partir du latin médiéval marcha austriaca « marche de l'est », forme basée sur le germanique commun austar- « est », devenu ostar- en vieux haut allemand, auquel s'est adjoint le vieux haut allemand rîhhi, rîchi « royaume », d'où l'allemand moderne Österreich. Le français Autriche (anciennement Austriche) est issu de l'ancien haut allemand Ostarrîche. 
 Azerbaïdjan
En azéri Azərbaycan (feux à la surface d'anciens gisements de pétrole). Son nom ancien, (Media) Atropatene (en latin ; en grec : Μηδία ᾿Ατροπατήνη) ou Atrpatakan (en arménien Ատրպատական), fait référence à la région actuelle d'Azerbaïdjan en Iran. Le nom devient أذربيجان a?arbayjan en arabe. Les Perses ont connu le territoire de la république moderne d'Azerbaïdjan comme Aran, et à l'époque classique il est devenu « Albanie (caucasienne) », et en partie « Ibérie (caucasienne) », quoique ce dernier terme correspond surtout à l'actuelle république de Géorgie. La région de Media Atropatene était plus au sud, au sud de l'Araxe. « Aran » peut dériver de la même racine que les modernes « Iran », tandis que « Albanie » et « Ibérie » sont des toponymes dérivant des montagnes du Caucase. Le nom « (Media) Atropene » vient de Atropates (« protecteur du feu » en perse moyen), qui régna en tant que satrape iranien au temps des Séleucides. L'ethnonyme moderne « Azerbaïdjanais » est souvent le sujet de différences d'opinion marquées entre les habitants ethniquement turcs de la république moderne d'Azerbaïdjan et les habitants de la république voisine d'Iran, dominée par les Perses. Les Iraniens pensent que les noms « Azerbaïdjan » et « Atropatene » sont des expressions d'une culture historiquement perse, et réfèrent donc souvent à la république moderne d'Azerbaïdjan comme « Azerbaïdjan turque », et à ses habitants comme « Azerbaïdjanais turcs ». Par contre, les Azerbaïdjanais turcophones insistent sur leur présence historiquement ininterrompue dans l'histoire azerbaïdjanaise. Le suffixe -an en perse signifie « terre, pays ».

### B
Bahamas
De l'espagnol Baja Mar (« mer peu profonde » ou « marée basse »). Les îles peuvent avoir été nommées par les conquistadors espagnols d'après les eaux alentour, ou pour le mot amérindien lucayan pour l'île Grand Bahama, ba-ha-ma, « grande terre supérieure du milieu » (car Grand Bahama est la seconde plus grande île du Nord des Bahamas).
 Bahreïn
De l'arabe البحرين et مملكة البحرين, littéralement « les deux mers ». Il n'est pas très clair de quelles deux mers on parle. Le Bahreïn est situé dans une baie formée par la péninsule d'Arabie et la péninsule du Qatar, et certains identifient les eaux de la baie de part et d'autre de l'île comme les « deux mers ». D'autres pensent que le nom fait référence à la position du Bahreïn en tant qu'île dans le golfe Persique, séparée par « deux mers » de l'Arabie au sud et l'Iran au nord. Une autre hypothèse suggère que la première mer entoure Bahreïn et la seconde « mer » métaphorique représente ses eaux de source naturellement abondantes.
Île Baker (territoire des États-Unis)
Nommé en honneur de Michael Baker, natif de New Bedford (Massachusetts), qui déclara l'avoir découverte en 1832 (après sa vraie découverte).
 Bangladesh
Bangla (bengali : বাংল), ce qui fait référence à la région du Bengale, et desh (bengali : দেশ), signifiant « pays », soit « pays bengali ». Le mot bangla vient lui-même du nom de l'ancien royaume de Vanga, situé dans ce qui est aujourd'hui la région du Bengale.
- De 1955 à 1971, le Bangladesh était autrefois connu sous le nom de Pakistan oriental (bengali : পূর্ব পাকিস্তান Purbo Pakistan). Avant 1955, il était connu comme province de Bengale oriental. Les deux noms s'appliquent à la période où la région était effectivement la partie est du Pakistan. Avant la Partition des Indes, le Bangladesh faisait partie des provinces du Bengale et d'Assam, la plus grande partie du Bengale oriental et de la province d'Assam, et/ou une partie de la Présidence du Bengale, selon la période.

 Barbade
Nommé « Os Barbados » (« Les Barbus ») par l'explorateur portugais Pedro a Campos en 1536, à cause des ficus présents sur l'île, dont les longues racines ressemblent à des barbes.
 Belgique
Du nom d'une tribu celte, les Belgae. Le nom Belgae peut dériver du proto-indo-européen *bolg, signifiant « sac » ou « utérus », indiquant ainsi une origine commune ; si c'est le cas, il suivait probablement un adjectif aujourd'hui inconnu. :
Une autre théorie suggère que le nom Belgae pourrait dériver du proto-celte *belo, « brillant », qui s'apparente à l'anglais bale (« botte de foin », donc « feu de botte de foin »), à l'anglo-saxon bael, et au lituanien baltas (« blanc », « brillant » ; à l'origine du nom de la mer Baltique), et au slave belo/bilo/bjelo (« blanc »). Ainsi, les noms de dieux gaulois Belenos (« le brillant ») et Belisama (probablement la même divinité, originellement de *belo-nos = « notre personne brillante »), pourraient aussi venir de la même source.
 Belize
Traditionnellement dit être dérivé de la prononciation espagnole de Wallace, le nom du pirate qui fonda le premier village en 1638. Une autre possibilité est le mot maya belix, signifiant « eaux boueuses », appliqué aux eaux du fleuve Belize. :
Anciennement connue sous le nom de Honduras britannique. Pour Honduras, voir ci-dessous.
 Bénin
Anciennement royaume du Danhomè puis Dahomey, le pays a été renommé république du Bénin en 1975 d'après le golfe du Bénin (sur la côte sud). Ce nom a été choisi pour sa neutralité, puisque les frontières politiques actuelles du Bénin réunissent plus de cinquante groupes linguistiques distincts et presque autant de groupes ethniques. Le Bénin dans golfe du Bénin est lui-même le nom d'un ancien royaume (le royaume du Bénin) de la région, centré sur Benin City, aujourd'hui au Nigeria. Le royaume ne recouvre pas le territoire actuel du Bénin, et n'a pas de liens historiques avec le pays. Le nom est peut-être dérivé de Ubini, du yoruba Ile-ibinu, signifiant « terre de disputes », faisant référence à une période de conflit dans le royaume, et appliqué (possiblement de manière dérogatoire) par les Yoruba. Ce nom fut ensuite altéré par les premiers marchands portugais en Bénin, et le terme lié Bini, le nom du peuple (qui utilise le nom Edo pour se référer à lui-même). Certains disent que Bini dérive de l'arabe بني bani, « les fils ».
- Le nom Dahomey est le nom de l'ancien royaume fon, et a été déclaré inapproprié parce que c'était le nom du plus grand groupe ethnique du pays. Son nom est composé de dan (serpent), référant à un roi qui résidait à Abomey ; ho signifie « ventre » et mê « dans ».

 Bermudes (territoire britannique d'outre-mer)
Du nom de famille du capitaine espagnol Juan de Bermúdez, qui découvre ces îles en 1503.
 Bhoutan
Les Tibétains ou Bhotia migrèrent du Tibet au Bhoutan au Xe siècle. La racine བོད་ Bod est le nom ancien du Tibet. Le nom pourrait également dériver de deux mots sanscrits : भू-उत्थान Bhu-Utthan, signifiant « hautes terres », ou भोट-अन्त Bhoṭa-anta, signifiant « au bout du Tibet » (faisant référence à la position géographique du Bhoutan, au sud du Tibet).
- Dans la plus importante des nombreuses langues du Bhoutan, le dzongkha, le pays est appelé འབྲུག་ཡུལ་ Druk Yul, « terre du dragon de tonnerre », « terre du tonnerre », ou « terre du dragon », d'après les violents orages qui descendent de l'Himalaya.

 Biélorussie ou Bélarus
Bélarus vient du biélorusse pour « Rus' blancs » ou « Ruthénie blanche ». Biélorussie vient de Byelorussia, translittération du nom russe signifiant « Russie Blanche ». Dans d'autres langues, dont l'anglais, le nom a été changé à Bélarus après la fin de l'URSS pour insister sur l'importance des différences historiques et actuelles entre le pays et la Russie. La signification d'origine transmise par le terme bela (blanc) reste incertaine. Le mot bela pourrait venir du sanscrit bala (« matin », « blanc »). En hindi bela signifie « matin », « lumière du matin ». :
Une partie de l'ouest du territoire moderne de la Biélorussie s'appelait « Chernarossija », ou « Rus' Noir ». Le terme « noir » s'appliquait souvent aux régions avec des terres particulièrement riches et productives. Comment cela aurait pu influer sur « Rus' blanc » reste à déterminer. En outre, une région d'Ukraine s'appelait « Rus' rouge », « Ruthénie rouge ». Les couleurs représentaient les points cardinaux dans la culture mongole et tatare, ce qui aurait pu influencer les noms de ces terres.
 Birmanie
Voir Myanmar ci-dessous.
 Bolivie
Nommé en honneur de Simón Bolívar (1783–1830), premier président de Bolivie après son indépendance en 1825. Son nom de famille vient lui-même de La Puebla de Bolibar, un village de la région espagnole de Biscaye. L'étymologie de Bolibar pourrait être bolu- (moulin) et -ibar (rivière), donc « moulin sur la rivière ».
 Bosnie-Herzégovine
Le pays consiste en deux régions historiquement distinctes. La partie septentrionale et plus grande, Bosnie, tient son nom de la rivière Bosna. À l'époque de l'Empire romain, la rivière s'appelait Bosona, ce qui est probablement l'origine illyrienne du nom Bosna. La région du sud, Herzégovine, tient son nom du titre de noblesse allemand Herzog (« duc »). Frédéric III du Saint-Empire élève au rang de duc le dirigeant de la région, le Grand vojvoda Stjepan Vukcic, en 1448.
 Botswana
Nommé d'après le groupe ethnique le plus important du pays, les Tswana.
- L'ancien nom du pays, Bechuanaland, est dérivé de Bechuana, une autre orthographe de « Botswana ».

 Île Bouvet (territoire de Norvège)
Nommé en honneur de l'explorateur français Jean-Baptiste Charles Bouvet de Lozier, qui découvre l'île isolée en 1739.
 Brésil
Le nom vient de celui de l'arbre bois-brésil, appelé pau-brasil en portugais, et ainsi nommé parce que son bois rouge ressemblait à la couleur des braises brûlantes (brasa en portugais), et parce que l'arbre était une excellente source de teinture rouge. Dans la langue autochtone tupi, l'arbre est appelé ibirapitanga, signifiant « bois rouge ». Le bois de l'arbre a été utilisé pour teindre en rouge des vêtements et tissus.
 Brunei
Peut-être d'une exclamation en malais, « barunah ! », signifiant « super ! » ou « excellent ! », en référence à la commodité de sa position géographique pour les premiers colons. Il est renommé « Barunai » au XIVe siècle, peut-être influencé par le mot sanscrit varunai (वरुण), signifiant « marins » ; ce nom deviendra « Brunei » avec le temps. Le nom Bornéo vient de la même origine. :
Dans le nom complet du pays, Negara Brunei Darussalam (بروني دارالسلام), darussalam signifie « foyer de paix » en arabe, et negara « État » en malais. Negara dérive du sanscrit nagara (नगर), signifiant « ville ».
 Bulgarie
Nommé d'après les Proto-Bulgares, dont le nom pourrait dériver du verbe turc bulģha, signifiant « mélanger, secouer, remuer », et sa signification bulgake dérivée, « révolte, désordre ».
 Burkina Faso
De la combinaison des deux principales langues du pays, le moré et le dioula. Burkina vient de la langue moré et signifie " intégrité, honneur", Faso du dioula et signifie " territoire, patrie".  Burkina Faso signifient  donc « pays du peuple se tenant droit », « pays d'hommes honnêtes », ou « pays des incorruptibles »
- Le président Thomas Sankara changea le nom du pays en 1984 après son coup d'état de 1983. Le nom précédent, république de Haute-Volta, a été nommé d'après les deux affluents principaux du fleuve Volta, tous les deux ayant leurs sources au Burkina Faso. Le fleuve a été nommé par les marchands d'or portugais ; c'était à la limite de leurs explorations avant de faire demi-tour. Volta est portugais pour « tour » ou « zigzag ».

 Burundi
De la langue locale, signifiant « pays de ceux qui parlent le kirundi ».

### C
Cambodge
Dérive du nom de l'ancien royaume khmer de Kambuja (Kambujadesa ; कम्बोजदेश: « terre de Kambuja »). Le nom sanscrit Kambuja ou Kamboja (कम्बोज) fait référence à une ancienne tribu indo-iranienne, les Kambojas, nommé en honneur de son fondateur, Kambu Svayambhuva (apparemment une variante de Cambyses, Kambujiya ou Kamboja.
- Kampuchea, nom donné au pays de 1975 à 1989, dérive de la même origine.

 Cameroun
Du portugais Rio de Camarões (« rivière de crevettes »), le nom que les explorateurs portugais avaient donné au fleuve Wouri au XVe siècle.
 Canada
Du mot Kanata, signifiant « village » ou « implantation » dans la langue laurentienne (iroquoise) parlée par les habitants de Stadacona (près de la ville de Québec) au XVIe siècle.
 Cap-Vert
Nommé d'après la presqu'île du Cap-Vert au Sénégal, le point le plus occidental du continent africain. Traduction du portugais cabo verde.Ce cap fut donc appelé ainsi en raison de sa richesse végétale. Les îles voisines reçurent également cette appellation (archipel du Cap-Vert) de par leur proximité avec le cap.
Îles Carolines
Nommé en honneur de Charles II, roi d'Espagne de 1665 à 1700. :
Voir aussi Micronésie et Palau, ci-dessous.
 Catalogne (communauté autonome du royaume d'Espagne)
Le nom Catalunya est attesté pour la première fois au XIIe siècle, en référence aux comtés de la Marca Hispanica. Il existe plusieurs théories sur l'origine du terme. L'une d'elles d'eux suggère que Catalunya puise ses origines du terme « terre de châteaux », ce dernier dérivé du mot castlà (châtelain). Cette théorie suggère donc que le terme castellà (« castilien ») aurait été un synonyme. Une autre théorie postule que Catalunya dérive de Gothia (« terre des Goths »), puisque la Marca Hispanica était l'un des territoires connus sous le nom de Gothia, d'où proviennent Gothland et Gothlandia. Une troisième théorie, moins acceptée, suggère que le nom de la tribu ibère Lacétans pourrait avoir évolué à Katelans, puis Catalans, dû à l'influence romaine.
 Îles Caïmans (territoire britannique d'outre-mer)
Christophe Colomb découvre les îles en 1503 quand les vents font dériver ses caravelles du Panama à l'île de Hispaniola. Il appelle les îles Las Tortugas (« les tortues » en espagnol) dû aux nombreuses tortues. Vers 1540, les îles sont nommées Caymanas, du mot karib pour les caïmans trouvés sur les îles.
 République centrafricaine
Nom descriptif ; le pays est au centre du continent d'Afrique.
Ce pays est ainsi désigné  à cause de sa position géographique au centre du continent.
Barthélemy Boganda, le père de la nation centrafricaine, baptisa ainsi son pays après sa tentative infructueuse de créer les "États-Unis d'Afrique latine".
 Chili
Étymologie exacte inconnue. Parmi les possibilités on trouve un terme de la langue mapudungun signifiant « les profondeurs », en référence aux Andes qui surplombent les plaines côtières. Le mot quechua ou mapuche chililchilli (« où la terre finit / où il n'y a plus de terre / limite du monde » est une autre possibilité, ainsi que l'aymara tchili (« neige »). Le nom est parfois confondu avec le mot non apparenté espagnol (du Mexique) chile, signifiant « piment ».
 Chine
Premier usage connu : 1555. De Cin (چین), un nom persan pour la Chine popularisé en Europe par Marco Polo. Dérivé du sanskrit Cīnāh (चीन). Souvent dit être dérivé de Qin (221 - 206 ), mais l'usage du terme en est antérieur.
- En chinois : Zhong Guo (simplifié : 中国 ; traditionnel : 中國) – « nation centrale ».
- Anciennement Cathay, du turc Xytai et le russe Китай (Kitai), des Khitans qui ont conquis le nord de la Chine au Xe siècle.
- Grec ancien et latin médiéval : Σηρες ; Sērēs. Le nom grec et romain pour les habitants du pays. Dérivent du mot chinois pour la soie (chinois traditionnel : 絲 ; chinois simplifié : 丝 ; pinyin: sī). C'est également à l'origine du mot latin pour « soie », sērĭcă.

Île Christmas (territoire d'Australie)
Ainsi nommé parce que le capitaine William Mynors a découvert l'île le jour de Noël 1643.
 Chypre
Dérivé du grec Κύπρος (Kypros), ou « cuivre », en référence aux mines de cuivre sur l'île dans l'Antiquité. Il peut aussi signifier « terre de cyprès ».
Île de Clipperton (territoire de France)
Nommé d'après le mutin et pirate anglais John Clipperton, qui s'y cacha en 1705.
 Îles Cocos (territoire d'Australie)
Nommé pour le noix de coco, principal produit local. Îles Keeling, un nom alternatif, vient du nom de famille du capitaine William Keeling, qui découvre les îles en 1609.
 Colombie
Nommé en honneur de l'explorateur Christophe Colomb, crédité avec la découverte européenne des Amériques. Au début du XIXe siècle, le nom Colombia est créé par le révolutionnaire indépendantiste Francisco de Miranda en tant que nom pour un seul État américano-espagnol indépendant de l'empire espagnol et s'étendant des Californies à la Terre de Feu. Inspiré de Miranda, Simón Bolívar appelle la Colombie la première union de nations indépendantes américano-espagnoles (dans le but de les unir toutes). Peu après la mort de Bolívar, ce pays est divisé en trois parties : le Venezuela, l'Équateur et la Nouvelle-Grenade. Cette dernière changera son nom en États-Unis de Colombie en 1863, puis en république de Colombie en 1886. Christophe Colomb lui-même n'a jamais mis le pied dans le territoire actuel de Colombie, mais pendant son quatrième voyage il atteint le Panama (partie de Colombie jusqu'en 1903).
 Comores
De l'arabe Jazā'ir al-Qamar (جزائر القمر), « îles de la Lune ».  Ces îles étaient autrefois appelé par les Grecs Ore Selanaie, ce qui signifie « montagnes de la Lune »
 République du Congo
Nommé d'après le royaume Kongo, lui-même dérivé du nom du peuple bakongo.
 République démocratique du Congo
Nommé d'après le royaume Kongo, lui-même dérivé du nom du peuple bakongo. Zaïre, son ancien nom, vient du portugais Zaire, une adaptation du mot kongo nzere ou nzadi, « le fleuve qui avale tous les fleuves ».
 Îles Cook (territoire de Nouvelle-Zélande)
Nommé en honneur du capitaine James Cook, qui découvre les îles en 1770.
  Corée (du Sud et du Nord)
De Gaoli, transcription italienne de Marco Polo du nom chinois de la péninsule, 高麗 (pinyin : gāolì ), le nom chinois de la dynastie Goryeo (918 - 1392). Le nom est une version raccourcie de Goguryeo (37 - 668), 高句麗 (pinyin : gāogōulì). Les habitants de la Corée du Sud appellent la Corée Hanguk (du nom de l'Empire coréen de 1897 - 1910), et les habitants de Corée du Nord l'appellent 朝鮮 (pinyin : cháoxiǎn) Joseon (de la période Joseon de 1392 - 1897).
 Costa Rica
Son nom, signifiant « riche côte » en espagnol, lui a été donné par l'explorateur espagnol Gil González Dávila.
 Côte d'Ivoire
Référence au commerce de l'ivoire dans la région. D'autres parties de la côte africaine ont été nommées de manière similaire : « Côte des Céréales », « Côte de l'Or », et « Côte des Esclaves ».
 Croatie
Latinisation du nom croate Hrvatska, dérivé de Hrvat (« Croate »).
 Cuba
Du taino Cubanacan (« lieu central »). Le nom peut dériver des mots taino cubao (« où la terre fertile est abondante ») ou coabana (« grand lieu »). Il est également possible que le nom vienne du mot arabe الكعبة Ka'bah, signifiant « lieu de pèlerinage », « cube ». Au Portugal, certains croient que le nom fait écho à celui de la petite ville de Cuba, et que Christophe Colomb serait le lien entre les deux. En portugais et espagnol, cuba est un baril contenant des boissons.

### D
Danemark
Du nom danois Danmark, signifiant « frontière des Danes », le principal peuple y habitant depuis l'Antiquité. L'origine du nom de la tribu est inconnue, mais peut dériver de la racine proto-indo-européenne dhen : « bas » ou « plat », faisant probablement référence à l'élévation basse de la plus grande partie du pays.
Le nom des Danois viendrait selon la légende de la mythologie nordique de la dynastie des rois Dan. Selon la Chronicon Lethrense, écrite vers 1170, un premier roi primitif, eut trois fils, Dan qui dirigea les Danois, Nór qui devint le roi des Norvégiens et Østen celui des Suédois. Remarque : l'ancien français avait Danemarche, dont l'élément -marche représente le même mot d'origine germanique que -mark
 Djibouti
D'après la partie la plus profonde du golfe de Tadjoura. Peut-être dérivé du mot afar gabouti (un type de paillasson fait de fibres de palme). Une autre étymologie plausible mais non prouvée est que Djibouti signifie « Terre de Tehuti » ou « Terre de Thoth » (le dieu égyptien de la Lune).
- Territoire français des Afars et des Issas, nom donné pendant la colonisation française, fait référence aux deux principaux groupes ethniques du pays.
- Côte française des Somalis, autre nom donné pendant la colonisation française, fait référence à la Somalie (voir ci-dessous).

 Dominique
Du latin médiéval dies dominica : dimanche, le jour de la semaine où Christophe Colomb est arrivé sur l'île.
 République dominicaine
Dérive du nom de la capitale, Saint-Domingue (Santo Domingo), nommé en honneur du saint espagnol Dominique de Guzmán, fondateur de l'ordre dominicain.

### E
Écosse (nation du Royaume-Uni)
« Terre des Écossais », du vieil anglais Scottas, lui-même du bas latin Scotti, d'origine inconnue. Peut dériver d'un terme péjoratif gaélique, scuit.
- Alba (nom gaélique) : le nom gaélique écossais et irlandais pour l'Écosse dérive de la même racine celtique que le nom Albion, qui désigne toute l'île de Grande-Bretagne et parfois l'Angleterre. Dérive probablement d'un mot indo-européen signifiant « blanc », sans doute en référence aux falaises de craie autour de Douvres. D'autres pensent qu'il dérive de la même racine que « Alpes », peut-être d'un mot ancien pour « montagne ». Alba référait d'abord à toute la Grande-Bretagne, puis à ses colonies gaéliques, et finalement seulement à l'Écosse.
- Caledonia (ancien nom latin) : dérive de la tribu des Caledonii. Le nom est issu du celtique, peut-être caled (« dur », « coriace »), un cognat du breton kalet (« dur ») et du gaulois Caleto- (voir les Calètes).

 Égypte
Du latin Aegyptus, à son tour du grec ancien (déjà attesté en mycénien) Αἴγυπτος (Aígyptos). Selon Strabon le nom grec dérive de Αἰγαίου ὑπτίως (Aigaíou hyptíōs) : « la terre en dessous de la mer Égée ». Il peut aussi dériver du nom égyptien de Memphis, *ħāwit kuʔ pitáħ, signifiant « maison (ou temple) de Ptah ».
- Miṣr مصر (le nom arabe, prononcé Maṣr en arabe égyptien) : mot sémitique répandu (en hébreu : Mitzraim), d'abord utilisé pour référer à l'Égypte en akkadien, et signifiant « ville » ou « s'installer, fonder » en arabe. Les noms turcs et malais, Mısır et Mesir respectivement, dérivent du nom arabe. Le nom hébreu est synonyme de double, signifiant « deux Égyptes », et peut ainsi évoquer les anciens royaumes de Haute-Égypte et Basse-Égypte. Le mot hébreu peut aussi signifier « détroits » ou « endroits étroits », se référant à la forme du pays, qui suit le cours du Nil. Son poids historique est plus important dans la Bible, lors de l'histoire de l'Exode.
- Kême Ⲭⲏⲙⲓ (le nom copte) : « terre noire » (de l'ancien égyptien kmt), référant à la boue du Nil après les inondations estivales, à l'opposé du désert, appelé « terre rouge » (ancien égyptien dšrt).

 Émirats arabes unis
L'étymologie du terme « arabe » est liée à celle du toponyme « Arabie ». La racine du mot a beaucoup de significations dans les langues sémitiques, y inclus « ouest » / «coucher de soleil », « désert », « mélanger », « marchand », « corbeau », et « compréhensible », toutes liées d'une manière ou autre au nom. Émirat signifie un territore gouverné par un émir.
- États de la Trêve (nom ancien) : avant 1971, États de la Trêve faisait référence à une trêve entre les cheikhs Arabes et les Britanniques.

 Équateur
Ecuador (ligne équinoxiale) en espagnol, parce que le pays est traversé par l'équateur.
 Érythrée
Nommé par les colons italiens, du nom latin pour la mer Rouge : Mare Erythraeum (« mer Érythrée »), qui dérive à son tour du nom grec ancien pour la mer Rouge, Ἐρυθρά Θάλασσα (Eruthra Thalassa). Le nom donné par les italiens correspond au nom de la province avant la colonisation, qui s’appelait "Gouvernorat de la mer Rouge" ou "Gouvernorat du Soudan du nord et des côtes de la mer Rouge" dans la nomenclature égyptienne, cette province correspondant largement à la colonie italienne, avec la capitale Massaoua, mais excluant une grande partie des hauts-plateaux.
 Espagne
Du phénicien/punique אי שפנים ʾÎ-šəpānîm (« île d'hyraxes »). Les colons phéniciens y trouvent des lapins en abondance, et les prennent pour les hyraxes d'Afrique. Les Romains latinisent le nom en Hispania. Hispania explique l'ancien français Espai(g)ne > Épai(g)ne; Espagne est une variante savante ou francisée de l'espagnol España, comme espagnol a remplacé l'ancien français espanois > épanois. L'anglais Spain est issu de l'ancien français Espaine, Espaigne.
 Estonie
De la version latine du mot germanique Estland, qui pourrait avoir pour origine le mot germanique pour « (voie) orientale », ou du nom Aestia, d'abord mentionné dans des textes en grec ancien. Les paléogéographes n'ont pas pu localiser Aestia avec précision : le nom pourrait faire référence au territoire polonais aujourd'hui appelé Mazurie.
- Tchoud (ancien slave oriental) : dérivé du gothique pour « peuple » ; plus récemment, l'étymologie populaire l'a lié à la racine slave pour « étrange ». Le lac Peïpous est encore appelé « lac Tchoudskoë » dans les langues slaves.
- Igaunija (le nom letton) : de l'ancienne tribu ungannienne du sud-est de l'Estonie.
- Viro (le nom finnois) : de l'ancienne tribu vironienne du nord de l'Estonie.

 Eswatini
Le mot swazi vient du nom du roi Mswati Ier, un roi du Swaziland. Eswatini signifiant « le pays des Swazi » en langue swati, Swaziland était un nom  hybride entre l'anglais et la langue nationale, employé jusqu'en 2018.
 États-Unis
Le terme « États-Unis d'Amérique » (United States of America) vient de la fin de la Déclaration d'indépendance des États-Unis : « We, therefore, the representatives of the united States of America, in general congress, assembled... » (« En conséquence, nous, les représentants des États-Unis d'Amérique, assemblés... »). Le préambule de la Constitution réitère la phrase : « We the People of the United States... » (« Nous, le Peuple des États-Unis... »). Les auteurs de ces deux documents utilisent le terme « États-Unis » à la place d'une liste de colonies/états probablement parce qu'en les écrivant ils ne savent pas quelles colonies/états signeraient les documents. Le terme géographique « Amérique » spécifie la position géographique du pays sur le continent américain ; son origine est incertain, mais la théorie la plus courante est qu'elle dériverait d'une latinisation du nom de l'explorateur Amerigo Vespucci, Americus Vespucius, au féminin America. La forme féminine est choisie pour accorder avec les noms des autres continents connus à l'époque : Asie (Asia), Afrique (Africa) et Europe (Europa).
 Éthiopie
Du mot grec Αἰθιοπία (Aithiopía ; latin : Æthiopia), de Αἰθίοψ (Aithíops), « Éthiopien », parfois décomposé par des chercheurs comme un terme purement grec signifiant « au visage (ὤψ) brûlé (αἰθ) ». Toutefois, certaines sources éthiopiennes (par exemple, le Livre d'Aksoum des XVIe siècle ou XVIIe siècles) déclarent que le nom soit dérivé de « 'Ityopp'is », un fils de Koush, fils de Cham, qui, selon la légende, fonda la ville d'Aksoum. Il y a aussi une opinion minoritaire de quelques chercheurs que le mot grec Αἰθιοπία dérive d'un mot local ancien qui signifierait « encens » ou « bon », réinterprêté par les Grecs. 
- Abyssinie (un nom ancien géographique dénotant les régions des hauts-plateaux de l'Éthiopie et souvent pris comme un nom alternatif de l'état, qu'il n'était jamais officiellement) : dérivé d'une forme arabe (الحبشة) du mot ge'ez (ሐበሻ) (et autres langues éthiosémitiques) habesha, un nom référant collectivement aux habitants des hauts-plateux qui dirigent les affaires de l'état depuis l'antiquité. Olfert Dapper dans sa Description de l’Afrique de 1686 soutient que « Le mot Abyssinie vient ou du nom des habitants que les Arabes nomment Abasi ou aubasiba et avec leur article elbabasibi ou Abaseniem, peuple qui comme le témoigne Stéphanus dans son livre Urbibus après avoir habité l’Arabie heureuse passa de là en Afrique.»

Île Europa (territoire de France)
L'île a été nommée d'après le navire britannique Europa, qui la visita en 1774.

### F
Îles Féroé (territoire du Danemark)
Du féroïen (originellement vieux norrois) Føroyar, « îles de moutons ».
 Fidji
Du nom tongien pour les îles, Fisi. En fidjien le pays s'appelle Viti (et l'île principale s'appelle Viti Levu).
 Finlande
Du germanique, signifiant « terre des Finnois ». Le terme germanique Finn, dérivant peut-être de finthan (« errer », « trouver »), utilisé également par les langues germaniques septentrionales, référait probablement aux chasseurs-cueilleurs dont les successeurs culturels les plus proches d'aujourd'hui seraient les Sami. La version latine est Fennia.
- Suomi, le nom finnois, Soome (estonien), Sum (vieux russe), Somija (letton), peuvent tous dériver de la racine balte zeme, « terre » : zeme ← sheme ← shäme → Häme ← shaame → Saami ← Soomi ← Suomi.
- An Fhionnlainn (le nom irlandais) est dérivé de Finlandia, mais par coïncidence, Fionnlann signifie également « terre des blonds » en irlandais.

Formose
Voir Taïwan.
 France
Du latin Francia, « terre des Francs ». Ce dérivé à l'aide du suffixe latin -ia est basé sur la racine germanique *frankō « javelot, lance », attestée par le vieil anglais franca et le vieux norrois frakka, ce qui supposerait que la ligue franque aurait tiré son nom d'une arme totémique à l'instar des Saxons et leur saxe « épée courte ». D'autres y voient un allomorphe nasalisé de l'adjectif *frakaz « audacieux, effronté, hardi », continué par le moyen-néerlandais vrak, le vieil anglais frǣc, le Frison occidental frak, le vieux norvégien frakkr et le suédois régional fräk. Une série à -e- (cf. Néerlandais vrek, Allemand frech, vx. norr. frekkr) s'explique par l'apophonie.
- Gallia (latin) est issu du nom d'une tribu celte.
- Gaule (français) issu du germanique  *walha « pays des Celtes » ou « des Romains » (cf. Walh et *walhisk > Welsche dans les dialectes allemands du sud et signifiant « Romans, Français, Italiens » et les noms anglais pour le territoire celtique Wales, pays de Galles)

### G
Gabon
De Gabão, le nom portugais pour l'estuaire de la rivière Komo (en français : Estuaire de Gabon). L'estuaire tient son nom de sa forme, qui ressemble celle d'un manteau à capuchon (gabão). Gabão vient de l'arabe قباء (qabā’). Selon le dictionnaire de l'origine des noms et surnoms des pays africains d'Arol Ketchiemen, cette étymologie est fausse. Il est fort probable que le nom « Gabon » ait été emprunté aux populations africaines locales.
 Pays de Galles (nation du Royaume-Uni)
Le nom anglais Wales est issu du vieil anglais Walh, Wealh, waelisċ, signifiant « Celte », « Celte romanisé », et plus largement « étranger » ou « voisin pas familier » (le vieil anglais waelisċ est également à l'origine du mot anglais Welsh, « Gallois »). Ce terme procède du germanique commun *walhaz qui servaient à désigner les étrangers. La même étymologie s'applique au mot walnut (« noix », car « noix des terres étrangères »), ainsi que Cornwall (Cornouailles) et Wallonia (voir Histoire du terme wallon). Le vieux-slave emprunte le terme du germanique pour servir comme origine du nom de la région roumaine de Valachie. Le mot Galles en français est issu du vieil anglais, tandis que le mot Gaule procède du même étymon germanique par l'intermédiaire du vieux bas francique *Walha « Gaule », devenu *Wahla par métathèse, puis *Gwaula > Gaule.
Le nom gallois pour le Pays de Galles est Cymru, signifiant probablement « terre des compatriotes » en vieux gallois (du proto-celtique et gaulois kom-brōges). Les mots gallois pour « peuple gallois » et « langue galloise » sont Cymry et Cymraeg, respectivement.
 Gambie
Du fleuve Gambie qui coule dans le pays. Le mot gambie dérive peut-être du mot portugais câmbio (« échange », « marché »), en référence au commerce que les Portugais y faisaient. Selon le dictionnaire de l'origine des noms et surnoms des pays africains d'Arol Ketchiemen, cette étymologie est fausse.
Selon Alex Haley, la tradition orale de sa famille affirmait que son origine était voisine du « Kamby bolongo », et cela l’aurait mis sur la voie de ses ancêtres de Djouffouré. Kamby bolongo signifierait « la grande rivière » en mandinka, d’où le nom de Gambie ou Gambia.
 Géorgie
Les termes Géorgie et Géorgiens apparaissent en Europe occidentale dans plusieurs annales du début du Moyen Âge. Le chroniqueur français Jacques de Vitry et le voyageur anglais Sir John Mandeville écrivent que les Géorgiens sont ainsi appelés parce qu'ils révèrent Saint Georges,. Une autre théorie, popularisée par Jean Chardin et d'autres, lie sémantiquement le mot Géorgie à des racines grecques et latines : γεωργός (« cultivateur de la terre ») et georgicus (« agriculturel »). Les partisans de cette explication se réfèrent parfois à des auteurs classiques, tels que Pline le Jeune et Pomponius Mela. Le Georgi mentionné par ces auteurs (Pline, IV.26, VI.14; Mela, De Sita Orb. i.2, 2 ii.1, & 44, 102) n'étaient que des tribus d'agriculteurs, ainsi nommées pour les distinguer de leurs voisins nomades et pastoraux de l'autre côté du Panticapée (en Tauride).
- Les Géorgiens s'appellent eux-mêmes Kartvelebi (ქართველები), leur pays Sakartvelo (საქართველო, signifiant « un lieu pour les Kartvéliens »), et leur langue Kartuli (ქართული). Selon les Chroniques géorgiennes, le père du peuple géorgien est Kartlos, l'arrière-petit-fils de Japhet (personnage de la Bible).
- Les Grecs anciens (Strabon, Hérodote, Plutarque, Homère, etc.) et les Romains (Titus Livius, Cornelius Tacitus, etc.) appelaient les Géorgiens de l'est du pays Ibères, et ceux de l'ouest Colchiques.
- Le nom arménien pour le pays est Vrastan (Վրաստան).

Géorgie du Sud-et-les Îles Sandwich du Sud (territoire britannique d'outre-mer)
Le 17 janvier 1775 le capitaine anglais James Cook débarque sur l'île principale de cet archipel et la nomme « Isle of Georgia » en honneur du roi Georges III du Royaume-Uni. Il nomme les îles Sandwich du Sud en honneur de John Montagu, 4e comte de Sandwich, alors premier lord de l'Amirauté, qui avait aidé à financer les explorations de Cook. Le mot « Sud » a été ajouté pour les distinguer des îles Sandwich (aujourd'hui Hawaï).
 Ghana
Du nom du royaume éponyme d'Afrique de l'Ouest. Toutefois, le territoire moderne du Ghana n'a jamais fait partie de ce royaume. J. B. Danquah a suggéré le nom peu avant l'indépendance du pays. Ses recherches l'avaient amené à croire que les peuples ghanaïens d'aujourd'hui descendaient de l'ancien royaume ; d'autres ne sont pas d'accord avec ses conclusions. Le mot Ghana signifie « roi guerrier » et était le titre accordé aux rois de l'empire du Ghana.
- Côte-de-l'Or (ancien nom colonial) : d'après la grande quantité d'or trouvé dans le pays par les colons européens. D'autres parties de la côte africaine ont également été nommées d'après leurs marchandises les plus importantes : « Côte d'Ivoire », « Côte des Esclaves », « Côte des Céréales ».

 Gibraltar (territoire britannique d'outre-mer)
Corruption de l'arabe Jebel Tariq (جبل طارق), « montagne de Tariq », nommé en honneur de Tariq ibn Ziyad, un Berbère qui y arrive en 711 pour lancer l'invasion maure de la péninsule ibérique.
Îles Glorieuses (territoire français d'outre-mer)
Les îles Glorieuses tiennent vraisemblablement leur nom de leur apparence « glorieuse ». Un Français, Hippolyte Caltaux, arrive sur les îles en 1880 et établit une plantation de cocotiers et maïs sur l'île Grande Glorieuse. L'origine de leur nom en anglais Glorioso Islands, est inconnue malgré son apparence espagnole ou portugaise.
 Royaume-Uni
Great Britain en anglais. De Pretani (« les peints »), peut-être une référence à l'usage de peinture corporelle et tatouages par les premiers habitants des îles ; peut aussi dériver de la déesse celte Brigid. La forme Britain (et le gallois Prydain) dérive du latin Britannia, probablement via le français. Le nom Great Britain dérive du latin médiéval Britannia Maior, utilisé d'abord par Geoffroy de Monmouth pour le différencier de Britannia Minor (la Bretagne française). L'étymologie populaire dit que le nom dérive de celui de Brutus de Bretagne, mais c'est certainement faux.
- Le nom pré-romain de l'île de Grande-Bretagne est Albion (Ἀλβιών), adaptation grecque du nom celtique qui pourrait survivre en tant que nom gaélique de l'Écosse, Alba.

 Grèce
Du latin Græcus, « un Grec » (du grec Γραικός, qu'Aristote dit être le nom du premier peuple d'Épire.
 Grenade
D'après la ville éponyme du sud de l'Espagne, Grenade. À son tour, le nom de la ville vient des habitants Juifs et Arabes, aux environs de l'an 1000 : Gárnata (arabe : غرناطة). Christophe Colomb avait à l'origine nommé l'île Concepción (« conception »).
 Groenland (territoire du Danemark)
Dérivé du nom vieux norrois (signifiant « terre verte ») donné à l'île par Erik le Rouge en 982 pour y attirer les colons.
- Son nom groenlandais Kalaallit Nunaat signifie « terre d'humains ».

 Guadeloupe (territoire français d'outre-mer)
Découvrant l'île en 1493, Christophe Colomb a l'a nommée en honneur du Monastère royal de Santa María de Guadalupe d'Estrémadure (Espagne).
 Guam (territoire des États-Unis)
Du mot autochtone chamorro guahan, signifiant « nous avons ».
 Guatemala
Du nahuatl Cuauhtēmallān, « lieu de très nombreux arbres », une traduction du k'iche' K’ii’chee’, « beaucoup d'arbres » (c'est-à-dire « forêt »). Quand les Espagnols sont arrivés, ils ont vu un arbre pourri avec beaucoup d'arbres autour de lui, devant le palais. Ils l'ont cru le centre de l'Empire maya. Quand les Espagnols ont demandé le nom du lieu, les Amérindiens ont répondu ainsi.
 Guinée
De la langue soussou, signifiant « femmes ». Les premiers Européens arrivés dans la région auraient entendu le soussou, la langue principale des habitants de la côte de la Guinée. Il dérive du portugais Guiné, présumé dériver d'un nom africain, ou peut-être du berbère Akal n-Iguinawen ou aguinaoui, « Terre des Noirs ». Selon le dictionnaire de l'origine des noms et surnoms des pays africains d'Arol Ketchiemen, cette étymologie est fausse.
- Son nom colonial était Guinée française.

 Guinée-Bissau
La région appelée Guinée ayant comme capitale la ville de Bissau.
- Son nom colonial était Guinée portugaise.

 Guinée équatoriale
« Équatoriale », de équateur. L'équateur ne passe pas par le territoire du pays, mais le pays enjambe l'équateur puisque son île d'Annobon est au sud, tandis que le continent se trouve au nord de cette ligne. « Guinée » vient peut-être du terme berbère aguinaoui, signifiant « noir ».
- Son nom colonial était Guinée espagnole.

 Guyana
Des autochtones Amérindiens qui appelaient le pays Guiana, signifiant « terre de nombreuses eaux », faisant référence aux nombreuses rivières et fleuves de la région.
- Son nom colonial était Guyane britannique.

 Guyane (territoire français d'outre-mer)
Voir Guyana.

### H
Haïti
Du taino/arawak Hayiti ou Hayti, signifiant « terre montagneuse ». Le nom est descriptif ; la partie occidentale de l'île d'Hispaniola est montagneuse.
- Hispaniola (le nom de l'île partagée par Haïti et la République dominicaine) : latinisation du nom espagnol La Española (« l'Espagnole »), le nom donné à l'île par Christophe Colomb en 1492.

 Honduras
Christophe Colomb donne au pays le nom de Honduras (« profondeurs » en espagnol), en référence aux eaux profondes au large de la côte septentrionale.
 Hong Kong
Hong Kong est la transcription phonétique la plus proche de la prononciation cantonais ou hakka du nom cantonais 香港 (Heung Gong), soit « port parfumé », « port aux parfums ». :
Avant 1842, Hong Kong faisait d'abord référence à un petit bras de mer (aujourd'hui le port d'Aberdeen/Petit Hong Kong), entre l'île d'Ap Chei Lau et la côte sud de l'île qui sera connue comme Hong Kong. Le bras de mer est l'un des premiers lieux de contact entre les marins britanniques et les pêcheurs locaux. La référence aux parfums pourrait venir des eaux salées de mer mélangées à l'eau douce de la rivière des Perles, ou aux usines d'encens qui bordaient la côte au nord de Kowloon et dont le produit fini était entreposé au port d'Aberdeen avant son exportation (avant le développment du Port Victoria. :
Le Traité de Nankin est signé en 1842, et le « Hong Kong » est utilisé pour la première fois sur les documents officiels pour référer à toute l'île. La Convention de Pékin (1860) et la Convention pour l'extension du territoire de Hong Kong (1898), ont ajouté la péninsule de Kowloon et les Nouveaux Territoires au territoire de Hong Kong ; c'est encore le cas de nos jours.
Île Howland (territoire des États-Unis)
Le capitaine George E. Netcher a nommé l'île en honneur du vigie qui fut le premier à la voir depuis le navire Isabella, le 9 septembre 1842.
 Hongrie
Du turcique on-ogur, « [peuple des] dix flèches », c'est-à-dire « alliance des dix tribus ». Les chroniques byzantines donne ce nom aux Hongrois parce qu'ils les croyaient (à tort) d'origine Turcique dû à leurs coutumes et apparences nomades, malgré leur langue ouralienne. Les tribus hongroises formèrent plus tard une alliance de sept tribus hongroises et trois tribus khazar, mais le nom en est antérieur et référait uniquement aux sept tribus hongroises. L'ethnonyme Hunni (faisant référence aux Huns) a influencé l'orthographe dans les langues latines et en anglais.
- Ugre (vieux russe), Uhorshchyna (Угорщина, ukrainien), Vengrija (letton), Vuhorščyna (Вугоршчына, biélorusse), Wędżierskô (cachoube), et Węgry (polonais) dérivent tous également du turcique on-ngur. La même racine se trouve dans l'ethnonyme Iougra en Sibérie (habitée par les peuples khanty et mansi, les plus proches du peuple hongrois dans la famille des langues ouraliennes).
- Magyarország, le nom hongrois pour le pays, et ses dérivés (Maďarsko tchèque, Mađarska serbo-croate, Macaristan turc) : selon la Gesta Hunnorum et Hungarorum (1282) de Simon de Kéza, une célèbre chronique hongroise, Magyar (Magor), le père de tous les Hongrois, avait un frère appelé Hunor (le père des Huns). Leur père, le roi Menrot, aurait construit la tour de Babel (dans la Bible c'est Nimrod).

### I
Inde
Via le latin, du grec Ινδία (signifiant « région du fleuve Indus »), et le vieux persan 𐎢𐎯𐎴𐎡𐏃 Hindu (nom de la province de Sind), et à l'origine dérivé du sanscrit सिन्धु Sindhu, le nom originel du fleuve Indus. Les dérivations de la version persane du nom, Hind, furent plus tard appliquées à la province moderne de Sind au Pakistan. Plus tard, pendant le Raj britannique, le nom est utilisé pour référer à toute l'Asie du Sud, y inclus l'Inde, le Pakistan, le Bangladesh, la Birmanie et certaines parties d'Afghanistan, avant leur indépendance en 1947. :
भारतम् Bharat (nom sanscrit) : peut-être du nom d'un des deux rois appelés Bharata. :
हिंदुस्तान Hind ustan (nom hindi) : dérive du persan Hindustān هندوستان (qui est également à l'origine du terme hindou). Le nom Hind vient d'une prononciation perse de Sind, et le persan -stan signifie « pays, terre » (cognat du sanscrit sthāna : « lieu, terre »). L'Inde est appelée al-Hind en arabe (et parfois en persan, comme dans le titre d'un texte du XIe siècle, Tarik al-Hind, « Histoire de l'Inde »), et Hind(هند) en persan. Il est également parfois utilisé en Inde, comme dans la phrase « Jai Hind ». Les termes Hind et Hindustan ont été utilisés en persan et arabe après les conquêtes islamiques du XIe siècle : les rois du sultanat et de l'Empire moghol appelaient leur territoire indien (centré sur Delhi) Hindustan. :
Le mot Hindou (हिन्दु) entre au sanscrit depuis le persan au début du Moyen Âge et est attesté (dans le sens de « habitants du subcontinent indien ») dans certains textes, dont les Bhavishya Purāna, Kālikā Purāna, Merutantra, Rāmakosha, Hemantakavikosha et Adbhutarūpakosha. :
Le nom Hindustan était un synonyme pour l'Inde pendant le Raj. Il entre dans la langue anglaise au XVIIe siècle. Au XIXe siècle, en anglais le terme référait au Nord de l'Inde, et particulièrement à une région entre l'Indus et la Brahmaputra et entre le Himalaya et les Vindhyas : d'où le terme de hindustani pour référer à la langue hindi-ourdou. :
རྒྱ་གར་ rGya.gar (dzongkha), རྒྱ་གར། rGya.gar.yal (variante tibétaine) :
הֹ֤דּוּ ou הודו Hṓddû (hébreu)
 Indonésie
Du grec Ινδόνησιά (« îles indiennes »). Apparemment inventé au milieu du XIXe siècle pour signifier « îles des Indes ». Le mot grec νῆσος (nēsos, « île »), a été ajouté au mot pour « Inde ». Les Européens appelaient l'Indonésie « Indes orientales ». :
- Indes orientales néerlandaises (néerlandais Nederlands Oost-Indie ; indonésien : Hindia-Belanda) : nom colonial.

 Iran
« Terre des Aryens » ou « terre des libres ». Le terme Arya vient d'une racine proto-indo-européenne, signifiant généralement « noble » ou « libre » et cognat de « aristocrate », mot dérivé du grec.
- Perse (ancien nom) : du latin via le grec Περσίσ Persis, du vieux persan 𐎱𐎠𐎼𐎿 Paarsa, nom d'un district central de la région, Fars, via l'arabe, du moyen persan Pars. Une étymologie populaire grecque dérive Perse de « Terre de Persée ».
- Uajemi (version swahili) : du mot arabe Ajam, qui fait référence à tout non-Arabe.

 Irak
Une théorie dit qu'il serait dérivé du nom de la ville d'Erech/Uruk (aussi connue sous le nom de « Warka »), près de l'Euphrate. Certains archéologues pensent qu'Uruk est la première grande ville sumérienne. Il est toutefois plus vraisemblable que le nom dérive du moyen persan Erak, signifiant « basses terres ». Les habitants du sud-ouest de l'Iran moderne appelaient leur région « l'Irak persane » pendant plusieurs siècles (pour les Arabes : Iraq ajemi, soit « l'Irak qui ne parle pas l'arabe »). Avant la création du pays appelé Irak, le terme « Iraq arabi » référait à la région autour de Bagdad et Bassorah.
- Mésopotamie (nom ancien et variante grecque) : une traduction/emprunt (grec meso-, « entre », et potamos, « rivière », donc « entre les rivières »), de l'ancien sémitique Beth-Nahrin, « terre des deux rivières », référant ainsi à l'Euphrate et au Tigre.

 Irlande
De Éire, du proto-celtique *Īweriū, « le lieu fertile », ou « lieu d'Éire [Ériu] », une déesse celte de la fertilité. Souvent dit dériver, à tort, de « terre de fer », peut-être à cause du réflexe proto-indo-européen *arya, ou de variations du mot irlandais pour « ouest » (irlandais moderne : iar, iarthar).
- Hibernia (nom ancien et variante latine) : apparemment assimilé au latin hibernus (« hivernal »).
- Eirinn (gaélique écossais) : de Éire. Dans les autres langues celtes : Iwerddon (gallois), Ywerdhon ou Worthen (cornique), Iwerzhon (breton).
- Dans la tradition irlandaise des bardes, l'Irlande a les noms poétiques de Banbha (« porcelet ») et Fódhla. Dans la mythologie irlandaise, Ériu, Banbha and Fódla sont trois déesses qui accueillent les Milesiens à leur arrivée en Irlande, et leur donnent la garde de l'île.

 Islande
« Terre de glace » (Ísland en islandais). Souvent attribué, à tort, d'être une tentative de dissuader les étrangers à s'y installer. L'un des premiers explorateurs et colons, Flóki Vilgerðarson, nomma l'île après avoir vu « un estuaire plein d'icebergs » au nord.
 Israël
« Israël » et ses termes liés, « le Peuple d'Israël » (`Am Isra'el עם יִשְׂרָאֵל) et « les Enfants d'Israël » (Benei Isra'el בני יִשְׂרָאֵל) font référence aux Juifs depuis l'Antiquité. Le nom « Israël » (יִשְׂרָאֵל Isra'el - littéralement « lutta avec Dieu ») trouve ses origines dans la Bible hébraïque comme nom donné au patriarche biblique Jacob. Selon le livre de la Genèse, Jacob lutte avec un étranger à un gué et gagne par sa persévérance. Dieu change son nom à Israël, signifiant ainsi qu'il avait parlé avec Dieu et gagné, tout comme il avait lutté avec des hommes et gagné.
 Italie
Du latin Ǐtalia (adj. ǐtǎlǐcŭs), (le I initial est bref, c'est par licence poétique que Virgile l'a allongé dans "Ītaliam fato profugus" (En. I, 2) (la métrique grecque est la même) lui-même du grec Ἰταλία, du nom de peuple Ἰταλός (pluriel Ἰταλοί), référant d'abord aux anciens habitants de la partie sud de Calabre. Le nom de l'ethnie vient probablement du mot ἰταλός (italós, « taureau »), cité dans une glose en grec ancien par Hesychius (de sa collection de 51 000 mots rares, obscurs et étrangers). Ce mot « grec » est présumé être un cognat du latin vitulus (« veau »). Vitulus (« veau ») dérive probablement de la racine proto-indo-européenne *wet-, signifiant « année », mais le changement du « e » à « i » est inexpliqué. Le mot « grec », par contre, est glosé comme « taureau » et non « veau ». Les personnes parlant l'osque appelaient l'Italie Víteliú, cognat du grec Ἰταλία et le latin Italia. Varron écrit que la région tient son nom de l'excellence et abondance de son bétail. Certains disputent cette étymologie. Voir Italus.
- Friagi ou Friaz (vieux russe) : du nom byzantin pour les Francs.
- Valland (islandais) : « Terre de Valer » (le nom vieux norrois pour les Celtes, utilisé plus tard pour les tribus romanisées).
- Włochy (polonais) et Olaszország (hongrois) : du gothique walh, la même racine que pour Valland.

### J
Jamaïque
Du taino/arawak Xaymaca ou Hamaica, « terre de bois et d'eau », ou peut-être « terre de sources ».
 Japon
De Geppun, noté par Marco Polo en italien en se basant sur le nom chinois (en dialecte de Shanghai) : 日本 (en pinyin : rìběn, mais à l'époque prononcé jitpun), littéralement « soleil-origine », soit « Terre du soleil levant », indiquant que le Japon est géographiquement à l'est de la Chine. Aussi connu sous le nom de « Empire du Soleil ».
- Nihon ou Nippon : le nom japonais, de la prononciation des mêmes caractères, 日本.

Île Jarvis (territoire des États-Unis)
L'île a été nommée d'après les propriétaires (Edward, Thomas et William Jarvis) du navire britannique Eliza Francis par son commandant, le capitaine Brown, qui découvrit l'île.
 Jersey
Le suffixe norrois -ey signifie « île » et est souvent utilisé dans les parties d'Europe du Nord où les hommes du Nord se sont établis. (Comparer avec les langues nordiques modernes : øy en norvégien, ø/ö en danois et suédois). La signification de la première partie du nom de l'île reste un mystère. Parmi les théories : du norrois jarth (« terre ») ou jarl (« comte »), ou un nom, Geirr, donc « île de Geirr ». L'écrivain américain William Safire suggère que le Jers dans Jersey pourrait être une corruption de César.
Atoll Johnston (territoire des États-Unis)
Nommé en honneur du capitaine Charles J. Johnston, le commandant du navire Cornwallis, qui découvre l'atoll le 14 décembre 1807.
 Jordanie
Du nom du Jourdain, qui dérive lui-même de la racine canaanite ou hébreu ירד yrd – « descendre » (à la Mer Morte). Le Jourdain forme une partie de la frontière entre la Jordanie et Israël/Cisjordanie.
- Transjordanie (nom ancien) : de trans, signifiant « au-delà de », « outre », le Jourdain.
- Urdun ou Urdan (arabe) : traduction littérale du nom.

Île Juan de Nova (territoire français d'outre-mer)
Nommé en honneur de João da Nova, un explorateur et navigateur portugais du XVe siècle.

### K
Kazakhstan
« Terre des Kazakhs ». Kazakh signifie « indépendant-rebelle-voyageur-courageux-libre ». Le terme turc kazak (казак) est un cognat, tout comme « Cosaque » en français. Le suffixe persan -stan signifie « terre, pays ».
 Kenya
Du nom du Mont Kenya, lui-même du kikuyu Kere-Nyaga (« montagne de blancheur »).
- Afrique orientale britannique (nom colonial) : d'après sa position géographique et le nom du pouvoir colonial, Grande-Bretagne.

Récif Kingman (territoire des États-Unis)
Nommé en honneur du capitaine W.E. Kingman, qui découvre le récif sur le navire Shooting Star le 29 novembre 1853.
 Kirghizistan
Dérive de trois mots : kyrg (kırk) « quarante », yz (uz) « tribus » en turcique oriental, et le suffixe persan -stan signifiant « terre, pays » : donc « terre des quarante tribus ». :
Une autre version dérive le nom de kyrg (« quarante »), kyz (« fille »), et -stan : donc « terre de quarante filles ».
 Kiribati
Adapté de « Gilbert », son nom colonial (Îles Gilbert). Prononcé [ˈkiɾibas]. :
Îles Gilbert (nom colonial) : d'après le nom de famille du capitaine britannique Thomas Gilbert, qui découvre les îles en 1788.
 Kosovo
Du mot serbe kosovo, dérivé de kosovo polje (la plaine centrale du Kosovo), littéralement « pré du merle » (kos « merle », -ovo suffixe serbe pour les adjectifs possessifs).
 Koweït
Du diminutif arabe pour قوة kut ou kout, soit « forteresse bâtie près de l'eau ».

### L
Laos
Nom créé pendant la période coloniale française, dérivé du lao lao (ລາວ), signifiant « un Laotien » ou « Laotien », peut-être du mot sanscrit lava (लव) (Lava étant le nom de l'un des fils jumeaux du dieu Rama). Le nom peut également dériver de Ai-Lao (lao : ອ້າຽລາວ ; isan : อ้ายลาว, ;chinois : 哀牢 ; pinyin : Āiláo ; vietnamien : ai lao), l'ancien nom chinois pour le groupe ethnique taï auquel appartiennent les Lao. :
ລ້ານຊ້າງ Lan Xang (ancien nom) : « terre d'un million d'éléphants ». :
ເມືອງລາວ Muang Lao (nom lao) : littéralement « terre lao ». Le nom complet officiel est ສາທາລະນະລັດ ປະຊາທິປະໄຕ ປະຊາຊົນລາວ Sathalanalat Paxathipatai Paxaxon Lao (République démocratique populaire lao). :
老挝 Lǎowō (chinois).
 Lettonie
Dérivé du nom régional Latgale, originellement Lettigalli. Let- est associé à plusieurs hydronymes baltes. Possible origine commune avec le début du nom de son voisin, la Lituanie. -gale peut signifier « terre » ou « frontière » (d'origine balte).
 Lesotho
D'après le nom des Sothos, qui signifie « noir » ou « à la peau noire ».
 Liban
Le nom لُبْنَان Lubnān (en arabe standard), Lebnan ou Lebnèn (en dialecte local) dérive de la racine sémitique LBN, liée à plusieurs significations étroitement liées en plusieurs langues, dont « blanc » et « lait ». C'est peut-être une référence au sommet enneigé du mont Liban. Le nom est mentionné dans trois des douze tablettes de l'épopée de Gilgamesh (2900 ), les textes de la bibliothèque d'Ebla (2400 ), et la Bible (71 fois dans l'Ancien Testament).
 Liberia
Du latin liber (« libre »), parce que le pays fut fondé comme terre d'accueil africaine pour les esclaves Noirs libérés aux États-Unis.
 Libye
D'après le nom d'une ancienne et importante confédération tribale berbère. Jusqu'à l'indépendance du pays, le terme « Libye » ne s'appliquait généralement qu'au vaste désert entre les basses terres tripolitaniennes et le plateau du Fezzan à l'ouest, et la vallée du Nil en Égypte à l'est. Tripoli étant le nom choisi pour la capitale du pays, et le nom de la région du nord-est, Cyrénaïque étant désuet, « Libye » devint un nom pratique pour le pays, malgré le fait que la plus grande partie du désert appelé le désert libyque est en fait en territoire égyptien.
 Liechtenstein
De l'allemand pour « pierre claire ». Le pays tient son nom de la dynastie Liechtenstein, qui achète et unifie les comtés de Schellenberg et Vaduz. L'empereur du Saint-Empire romain germanique permet à la dynastie de renommer son nouveau territoire. Le Liechtenstein et le Luxembourg sont les seuls duchés germanophones restants du Saint-Empire romain germanique à ne pas avoir été assimilés à l'Allemagne, l'Autriche ou la Suisse.
 Lituanie
La langue lituanienne suggère que le nom trouve ses origines dans le mot lieti, « consolider », « unir ». C'est donc probablement le nom de la première union de tribus lituaniennes. L'origine du nom peut aussi être hydronimique, peut-être de la petite rivière Lietava au centre de la Lituanie : lieti (racine lie-) « verser », « déverser ». Comparer au vieux slave liyati (лыиати), « verser », au grec a-lei-son (α-λει-σον) « verre [à boire] », au latin litus, « littoral », et le tokharien A lyjäm, « lac ». :
Litva (génitif Litvae), une première variante latine du toponyme, apparaît dans une chronique datant de 1009, où on décrit un archevêque « frappé sur la tête par des païens à la frontière de la Russie/Prusse et de la Litvae ». Un érudit du XVIe associe le mot avec le latin litus (« tubes »), peut-être une référence aux trompettes en bois jouées par les tribus lituaniennes. Populairement, on dit que le nom du pays en lituanien, Lietuva, provient du mot lietus (« pluie »), et signifierait donc « un lieu pluvieux ».
 Luxembourg
Du celte lucilem (« petit » ; cognat de l'anglais little), et le germanique burg (« château »), donc lucilemburg : « petit château ». Le Liechtenstein et le Luxembourg sont les seuls duchés germanophones restants du Saint-Empire romain germanique à ne pas avoir été assimilés à l'Allemagne, l'Autriche ou la Suisse.

### M
Macao
Le nom est une adaptation portugaise du nom local pour la baie, a-ma-gao (阿媽澳), « baie de A-Ma ».
 Macédoine du Nord
Du grec Μακεδονία (Makedonía),, un royaume et plus tard une région nommée en honneur des Macédoniens. Leur nom, Μακεδόνες (Makedónes), dérive de l'adjectif grec μακεδνός (makednós), signifiant « grand », « effilé », qui partage la même racine avec le nom μάκρος (mákros), signifiant « longueur » en grec ancien et moderne,,. Le nom signifie donc probablement « ceux des hautes terres » ou « les grands ». Le terme provisoire de ancienne république yougoslave de Macédoine est souvent utilisé dans les compétitions internationales en reconnaissance du débat autour du nom de la Macédoine avec la Grèce sur la légitimité historique de l'usage du nom du pays. Depuis 2018, elle s'appelle ainsi Macédoine du Nord.
 Madagascar
Du nom de l'île en malgache, Madagasikara, lui-même dérivé du proto-malais « la fin de la Terre », une référence à la longue distance à parcourir jusqu'à l'île depuis les terres d'origine d'une partie de la population : l'Asie du Sud-Est.
Les premiers Européens à visiter partiellement l’île furent des Portugais, qui lui donnèrent l’appellation ilha de San Lourenço (île Saint-Laurent).
 Malawi
Peut-être basé sur un mot autochtone signifiant « eaux en flammes » ou « langues de feu », peut-être dérivé du reflet du soleil sur le lac Malawi. Le président Hastings Banda (fondateur du pays), a déclaré dans des entrevues que dans les années 1940 il avait vu un « Lac Maravi » dans « le pays Bororo » sur une ancienne carte française appelée « La Basse Guinée comprenant les royaumes de Loango, de Congo, d'Angola et de Benguela ». Il avait préféré le nom « Malawi » plutôt que « Nyassa » (ou « Maravi »). « Lac Maravi » ne correspond nécessairement pas au lac Malawi. Banda avait tellement d'influence à l'heure de l'indépendance en 1964 que son renommage de Nyasaland en « Malawi » sera accepté.
- Nyassaland (nom colonial) : nyasa signifie « lac » dans les langues de la région. Le nom avait été appliqué au lac Malawi (qui était appelé « lac Nyassa » ou « Niassa »).

 Malaisie
Le mot Malaya vient d'une combinaison de deux mots tamoul/sanscrit, மலை/मलै malay ou malai (« colline ») et ஊர்/उर् ur (« ville »), donc « ville colline ». Le nom commence à être utilisé quand plusieurs royaumes indiens entrent dans ce qui est aujourd'hui la Malaisie à partir du IIIe siècle (voir Srivijaya). Le suffixe latin/grec -sia/-σία complète le nom. La partie continentale du pays prit le nom Malaya jusqu'en 1963, quand la fédération de Malaisie est formée avec les territoires de Sabah, Sarawak et Singapour (qui se retira en 1965). Le changement de nom indique le changement des frontières du pays au-delà de la péninsule. Malaisien est utilisé pour parler des citoyens du pays de toute race, y inclus les autochtones, et Malay pour parler des Malais, ancienne ethnie immigrée (soit environ la moitié de la population du pays).
 Maldives
De l'arabe mahal (مهل; « palais ») ou Dhibat-al-Mahal / Dhibat Mahal (l'ancien nom utilisé par les Arabes). Peut donc signifier « îles palais », parce que l'île principale, Mahé, abritait le palais du sultan des îles. Certains croient que « Maldives » dérive du sanscrit maladvipa (मालदीव), soit « guirlande d'îles », d'autres du tamoul malai (மலை) ou le malayalam (മല) « montagne(s) » et le sanscrit diva (दिव), donc « îles montagnes ».
- Dhivehi Raajje ދިވެހިރާއްޖެ (le nom maldivien) : « royaume des Maldiviens ». Dhivehi est un nom décrivant simultanément le peuple Dhives (les Maldiviens), et leur langue, le dhivehi.
- Maladwipa मालदीव (nom sanscrit) : « guirlande [mala माला, prononcé /maalaa/] d'îles, ou « petites îles » de mala मल (prononcé /mala/).

 Mali
Du royaume d'Afrique de l'ouest du même nom (un grand pays moderne étant situé sur le territoire de ce royaume disparu). "Mali" était le nom donné par les voyageurs arabes à l'empire que ses propres habitants appelaient "manden". L’étymologie du nom de ce pays demeure incertaine. Selon une version largement vulgarisée, le mot « Mali » signifie « hippopotame » en malinké et bambara, mais celle-ci est probablement fausse et infondée. Selon une autre version, il signifie « lieu où vit le roi ».
- Soudan français (nom colonial) : le terme Sudan vient de l'arabe bilad as-sudan (البلاد السودان), « terre des Noirs ».

Îles Malouines (territoire britannique d'outre-mer)
Les marins français qui fréquentaient l'île pendant les années 1690 venaient de Saint-Malo, d'où Malouines. Le nom espagnol est Islas Malvinas.
- Le nom anglais, Falkland Islands, vient du capitaine anglais John Strong, qui nomma le détroit des Falkland entre les deux îles principales quand il y est arrivé en 1690 ; le terme sera ensuite utilisé pour tout l'archipel. Il avait choisi Falkland en honneur d'Anthony Cary, Ve vicomte de Falkland, Premier Lord de l'Amirauté, dont le nom était également celui de la résidence de sa famille, le Palais de Falkland en Écosse.
- Îles Sebald est un nom qui n'est presque plus utilisé. Commémore Sebald de Weert, généralement crédité d'être le premier Européen à avoir découvert les îles en 1598. Le nom Islas Sebaldas est utilisé de nos jours en espagnol pour les îles Jason (la partie nord-ouest de l'archipel).

 Malte
Du grec ou du phénicien. La présence grecque est plus ancienne (depuis au moins 700 ). Ils appelaient l'île Melita (Μελίτη), « miel », tout comme les Romains, ce qui est prouvé par la période de domination byzantine de 395 à 870. Le pays est encore surnommé « terre de miel »,. La théorie sur une origine phénicienne pour le nom concerne le mot 𐤈𐤄𐤋𐤀𐤌 Maleth, signifiant « un havre ». Quoi qu'il en soit, le nom actuel est une modification maltaise de l'ancien nom.
 Île de Man
Le nom en anglais et mannois (mannin) dérive de Manannán mac Lir, l'équivalent brittonique et gaélique du dieu de la mer, Poséidon.
 Îles Mariannes du Nord (commonwealth (territoire insulaire des États-Unis))
L'explorateur portugais Ferdinand Magellan (le premier Européen à avoir vu les îles, en 1521), les nomma Islas de los Ladrones (« îles des voleurs »). En 1668 le missionnaire jésuite San Vitores change le nom en Las Marianas en l'honneur de Marianne d'Autriche, veuve du roi Philippe IV d'Espagne.
 Maroc
De Marrakech (plus précisément Marrakush), dérivé du berbère tamurt (ⵜⴰⵎⵓⵔⵜ) « terre » et akush (ⴰⴽⵓⵛ) « Dieu » signifiant donc « Terre de Dieu ».
- المغرب Al Maghrib (nom arabe) : « Occident », « le plus à l'ouest ».

 Îles Marshall
Nommées en honneur du capitaine britannique John Marshall, qui découvre les îles en 1788.
- M̧ajeļ (nom marshallais).

 Martinique (territoire français d'outre-mer)
Quand Christophe Colomb débarque sur l'île en 1502, il la nomma en l'honneur de Saint Martin. Il avait navigué près de l'île en 1493 mais n'y avait pas débarqué pendant ce premier voyage aux Amériques.
 Mauritanie
Du latin signifiant « terre des Maures ». Nommée (par erreur) d'après la Maurétanie historique du nord du Maroc, elle-même nommée d'après une tribu mauri ou maure. « Maure » proviendrait du grec et signifierait « Noirs »
 Maurice
Nommé Prins Maurits van Nassaueiland en 1598 en honneur de Maurice de Nassau (1567-1625), stathouder d'Hollande et Prince d'Orange (1585-1625).
 Mayotte (territoire français d'outre-mer)
Le nom est une corruption de Maore ou Mawuti, les noms autochtones pour des sultanats présents sur l'île autour de l'an 1500.
 Mexique
D'après la branche Mexica des Aztèques. L'origine du terme Mexica ou Mexxica est incertaine. Certains croient qu'il est l'ancien mot nahuatl pour le Soleil, d'autres qu'il dérive du nom du chef Mexitli, d'autres encore du nom d'un type de mauvaise herbe qui pousse au lac Texcoco. Leon Portilla suggère qu'il signifie « nombril de la Lune », du nahuatl metztli (« Lune ») et xictli (« nombril »). Il peut aussi signifier « nombril du maguey » (nahuatl metl). Une autre théorie dit que le nom du pays dérive (via l'espagnol) du nahuatl Mexihco, le nom de l'ancienne capitale aztèque.
 États fédérés de Micronésie
Du grec mikros (μικρός, « petit ») et nesos (νῆσος, « île »), donc « petites îles ».
Îles Midway (territoire des États-Unis)
Nommés d'après leur position géographique à mi-chemin (midway) entre l'Amérique du Nord et l'Asie, ou à leur proximité de la ligne de changement de date (à mi-chemin autour du monde du méridien de Greenwich). D'abord nommées les îles Middlebrook ou Brook, d'après le capitaine N.C. Middlebrooks, qui les découvrit.
 Moldavie
Du nom de la rivière Moldova en Roumanie, lui-même peut-être du gothique mulda (𐌼ᚢ𐌻ᛞᚨ) : « poussière », « boue », via la Principauté de Moldavie.
 Monaco
Du grec ancien monoikos (μόνοικος), « seule habitation », via le latin Monoecus. À l'origine le nom d'une ancienne colonie fondée au VIe siècle par les Grecs de Phocide, où le nom du héros Hercule était vénéré. (L'association de Monaco avec les moines [italien : monaci] date de la conquête Grimaldi de 1297. Voir « Armoiries de Monaco ».)
 Mongolie
De Монгол (« mongol »), signifiant probablement « courageux » ou « sans peur ».
 Monténégro
Ce sont les conquérants vénitiens qui donnent au pays son nom, signifiant « montagne noire », d'après l'apparence du mont Lovcen ou ses forêts de conifères assez foncées. Monténégro vient du dialecte vénitien : l'italien standard donnerait « monte nero ».
- Crna Gora (nom local en serbe et monténégrin) : littéralement « montagne noire ».
- Doclea (nom ancien) : du nom d'une des premières tribus illyriennes au début de la période romaine. Plus tard, les Romains « corrigeront » le nom en Dioclea, croyant (à tort) que le « i » avait disparu par influence de la langue vulgaire.
- Zeta (nom ancien) : l'un des premiers noms slaves. Zeta vient du nom d'une rivière du Monténégro dont le nom dérive d'une racine ancienne signifiant « récolte » ou « céréale ».

 Montserrat (territoire britannique d'outre-mer)
Christophe Colomb nomme l'île Santa Maria de Montserrate en passant tout près en 1493 parce qu'elle lui faisait penser à la montagne de Montserrat en Espagne. « Montserrat » lui-même vient du catalan pour « montagne en dents de scie ».
 Mozambique
Du nom de l'île de Mozambique, dont le nom vient probablement de celui d'un ancien dirigeant, le sheik Mussa Ben Mbiki.
 Birmanie
Peut-être de la forme raccourcie birmane, Myanma Naingngandaw (ပြည်ထောင်စုမြန်မာနိုင်ငံတော်). Il est aussi possible que le nom dérive de myan (« rapide », « vite ») et mar (« dur-coriace-fort »). Le renommage du pays en 1989 a provoqué une controverse politique : certains groupes ethniques minoritaires et des activistes voient Myanmar comme un nom purement birman qui reflète la politique de domination du groupe ethnique majoritaire birman sur les minorités. Ces groupes ne reconnaissent pas la légitimité du gouvernement actuellement au pouvoir, ni son autorité pour changer le nom du pays. Ces groupes continuent à parler de « Birmanie » aux étrangers, et non au « Myanmar ».
- Birmanie : du nom sanscrit pour la région, Brahmadesh (ब्रह्मादेश), « terre de Brahma ».

### N
Namibie
Du nom du désert du Namib, sur la côte de l'Atlantique. Namib signifie « une région où il n'y a rien » dans la langue nama.
- Sud-Ouest africain et Sud-Ouest africain allemand (noms coloniaux) : descriptifs.

 Nauru
Pourrait dériver du nauruan Anáoero (« je vais à la plage »). Les colons allemands appelaient l'île Nawodo ou Onawero.
Île Navassa (territoire des États-Unis)
En 1504 Christophe Colomb, alors isolé sur la Jamaïque, envoie quelques-uns de ses marins à l'île de Hispaniola pour y demander de l'aide. Ils débarque sur cette île, mais n'y trouvent pas d'eau. Ils l'ont nommée « Navaza », de nava-, signifiant « plaine » ou « pré ». Les marins éviteront l'île pour les 350 années suivantes.
 Népal
Dérive de Nepa (trouvé sur des cartes historiques de l'Asie du Sud). Nepa signifie littéralement « ceux qui domestiquent le bétail » dans les langues tibéto-birmanes. Les habitants sont appelés Nepa, Nepar, Newar, Newa, Newal, etc., et habitent encore la région (la vallée de Katmandou et ses environs). Les Newa utilisent « ra » et « la », ou « wa » et « pa » de façon interchangeable, d'où les divers noms cités. :
Certains disent que Nepal dérive du sanscrit nipalaya, « au pied des montagnes » ou « demeure au pied », faisant référence à sa proximité à la chaîne des Himalaya. (Ce serait donc analogue au Piedmont européen.) D'autres suggèrent qu'il dérive du tibétain niyampal, « terre sacrée ».
 Nouvelle-Calédonie (territoire français d'outre-mer)
Le capitaine anglais James Cook nomme les îles en 1774 d'après le nom latin pour l'Écosse, Caledonia, parce que les montagnes qu'il y vit lui rappelait celles de ce pays.
 Nouvelle-Zélande
D'après la province néerlandaise de Zélande (« terre de mer »), référant au grand nombre d'îles. Abel Tasman appelle la Nouvelle-Zélande Staten Landt, mais les cartographes néerlandais postérieurs utilisent Nova Zeelandia en latin suivi de Nieuw Zeeland en néerlandais, ce que le capitaine anglais James Cook anglicisa à New Zealand (d'où « Nouvelle-Zélande » en français et d'autres équivalents dans les langues du monde).
- Aotearoa (nom maori) : le nom maori le plus usité, ayant supplanté l'emprunt Niu Tireni. Signifie « pays du long nuage blanc ».
- Nua Shealtainn en gaélique irlandais et écossais, signifiant « Nouvelle Shetland », d'une métathèse du scots Shetland. Ceux parlant le gaélique semblent avoir fait une étymologie populaire de Zealand en traduisant le nom depuis l'anglais.

 Nicaragua
Créé par l'explorateur Gil González Dávila d'après Nicarao, le nom du chef d'une communauté amérindienne habitant les rives du lac Nicaragua, et le mot espagnol pour « eau », agua.
 Niger
D'après le nom du fleuve Niger, du terme autochtone Ni Gir (« rivière Gir »), ou du touareg n'eghirren (« eaux qui coulent »). Souvent mal interprété (particulièrement par les latinistes) comme dérivé du latin niger (« noir »), une référence à la couleur de peau des habitants.
 Nigeria
D'après le nom du fleuve Niger. Voir Niger ci-dessus.
 Niue (territoire de Nouvelle-Zélande)
Niu signifie probablement « noix de coco », et é « regardez ». Selon la légende, les explorateurs polynésiens qui colonisent l'île ont su qu'ils se rapprochaient de la terre quand ils ont vu une noix de coco flottant sur l'eau du Pacifique. Par coïncidence, il y a également une certaine similitude avec les mots germaniques niew, nieu, niewe, niue, nieue, niewe, nieuw, nieuwe, niuewe niuew, new et le latin neo (« nouveau »).
 Île Norfolk (territoire d'Australie)
Le capitaine James Cook, le premier Européen à avoir vu l'île (en 1774), la nomma en honneur du pair Edward Howard, 9e duc de Norfolk.
 Norvège
Du vieux norrois norðr et vegr, soit « chemin du Nord ». Norðrvegr ferait référence aux passages côtiers de l'ouest de la Norvège aux terres septentrionales dans l'Arctique.
- Norge en bokmål et Noreg en nynorsk.
- Urmane ou Murmane (урмане ; Му́рмане) en vieux russe : de la prononciation en vieux norrois du mot pour Normans, « hommes du Nord ». (Ce mot survit dans le nom de la ville russe de Mourmansk.)

### O
Occitanie
Occitània en occitan. Du latin médiéval Occitania (aux environs de 1290). La première partie du nom, occ-, vient de l'occitan [lenga d']òc ou de l'italien [lingua d']oc (donc « langue d'oc »), un nom donné à la langue occitane par Dante à cause du mot « oui » en occitan : òc. La seconde partie du nom, -itania, est probablement une imitation du nom latin [Aqu]itania.
 Oman
Le nom Oman (ou Uman) est très ancien. Selon George Badger, le nom était déjà utilisé par les premiers géographes grecs et arabes. L'historien romain Yalainous (23-79) mentionne une ville sur la péninsule arabe qu'il appelle Omana. La ville en question (probablement Sohar, sur la côte omanie) donne son nom à la région. Ibn al-Qabi suggère que le nom Oman vient de l'adjectif aamen ou amoun, soit « homme sédentaire [à l'opposé de nomade] ». D'autres érudits suggèrent que la ville a été nommée en honneur de diverses figures historiques, légendaires ou bibliques (par exemple, Oman bin Ibrahim al-Khalil, Oman bin Siba' bin Yaghthan bin Ibrahim, Oman bin Qahtan, et Oman bin Loot - ce dernier étant le nom arabe pour Loth). D'autres encore suggèrent que le nom est basé sur celui d'une vallée au Yémen, d'où viendraient les fondateurs de la ville.
 Ouganda
De la version swahili de Buganda, le royaume des 52 clans du peuple Buganda, le plus grand des royaumes traditionnels du territoire actuel de l'Ouganda. Le pouvoir colonial britannique adopte le nom Ouganda (Uganda en anglais) en 1894. :
Buganda signifie « terre des Baganda ». Baganda (« frères et sœurs ») est le raccourci de baganda ba katonda (« frères et sœurs de Dieu »), une référence au mythe de la création. Selon la version Baganda, le premier homme sur Terre s'appelle Kintu. Un jour il rencontre Nnambi et Kayiikuuzi, deux des nombreux enfants de Ggulu (le Ciel), qui sont descendus se promener sur Terre. Nnambi tombe amoureuse de Kintu. Après un temps, Ggulu consent à leur mariage, mais leur dit de partir en secret, pour ne pas être vus par Walumbe (la Maladie, la Mort), l'un des frères de Nnambi. Mais Walumbe voit Nnambi quand elle retourne chercher le fourrage pour ses animaux, et les suit sur Terre. Quand Walumbe commence à tuer les enfants de Kintu et Nnambi, Ggulu envoie Kayiikuuzi le chercher. Walumbe refuse de partir. Kayiikuuzi essaie de l'arrêter, mais le plan échoue parce que certains des enfants ne coopèrent pas; Kayiikuuzi remonte au Ciel, laissant Walumbe sur Terre, mais avant de partir il donne à Nnambi et Kintu un code de conduite qui aidera leurs enfants à rester toujours ensemble « en fagot » (omuganda). De là vient le mot Baganda, dont l'une des significations est « du peuple en fagot ». Il dit que cela est la seule manière de lutter contre Walumbe, parce qu'une seule tige est beaucoup plus facile à casser qu'un fagot. Pour le rendre encore plus fort, une tradition est créée pour renforcer les liens entre les membres d'une famille, où tout le monde est beaucoup de choses pour tout le monde : la mère d'un enfant est également sa fille, et le père son fils. Ainsi, comme le père est aussi le père de son grand-père, on est la sœur ou le frère de son grand-père, etc. Et comme Dieu est le père de Kintu et Nnambi, il est le grand-père des Baganda, qui sont ainsi les frères et sœurs de Dieu.
 Ouzbékistan
De trois mots : uz (« soi-même » en turcique), bek (« maître » en langue sogdiane), et -stan (suffixe persan signifiant « terre, pays »), donc « terre des maîtres de soi ».

### P
Pakistan
Choudhary Rahmat Ali, étudiant de Cambridge et nationaliste musulman, crée ce nom et le publie pour la première fois le 28 janvier 1933 dans le tract « Now or Never ». Il construit le nom comme acronyme des différents états/patries/régions : P=Pendjab, A=Afghania (son nom préféré pour le Khyber Pakhtunkhwa), K=Cachemire (Kashmir en anglais), S=Sind, et le suffixe -stan du Baloutchistan : d'où Pakstan (le « i » sera ajouté plus tard pour faciliter la prononciation). Le suffixe persan -stan signifie « terre, pays », et en sanscrit « lieu ». :
Rahmat Ali expliquera encore le nom en 1947 dans son livre Pakistan: the Fatherland of the Pak Nation. P=Pendjab, A=Afghania, K=Cachemire (Kashmir), I=vallée de l'Indus, S=Sind, T=Turkestan (plus ou moins les États actuels d'Asie centrale), A=Afghanistan, et N=BaloutchistaN.
Le mot persan پاک pāk (« pur »), mène également à la signification « terre de ceux qui sont purs ».
 Palaos
Origine inconnue. Noms autochtones : Belau, Belaw ou Pelew (ce dernier car le capitaine anglais Henry Wilson fit naufrage sur un récif au large de l'île d'Ulong en 1789 et écrivit le nom Pelew).
 Palestine
Nommé d'après les Philistins de la région autour de Gaza. Leur nom dérive de la racine proto-sémitique PLS, « envahir », indiquant la théorie traditionnelle de l'origine des Philistins, « les peuples de la mer » qui seraient venus envahir le territoire canaanite pendant les temps bibliques. Les Grecs adoptent le nom Palaistinê pour référer à une région plus large. Hérodote et d'autres le considèrent partie de Syrie. L'Empire romain adoptera ce concept dans la forme de Syria Palaestina comme nouveau nom de la province anciennement connue comme Iudaea (après la défaite de la rébellion judéenne de Bar Kochba en 135). Le nom est utilisé par les Chrétiens d'Europe après la perte de la Terre sainte, et est finalement adopté par les Britanniques au XXe siècle pour le mandat de la Société des Nations.
Atoll Palmyra (territoire des États-Unis)
Nommé d'après le navire Palmyra, qui appartenait au capitaine américain Sawle. Il se réfugie sur l'atoll le 7 novembre 1802 et est considéré comme la première personne à y avoir débarqué.
 Panama
D'après un ancien village près de la capitale moderne, Panamá. De la langue amérindienne cueva, signifiant « lieu à poissons en abondance » ou « lieu de beaucoup de poissons », ou du karib « abondance de papillons », ou d'un autre terme autochtone faisant référence à l'arbre panama.
 Papouasie-Nouvelle-Guinée
Le nom est créé au XIXe siècle. Le mot Papua vient du malais papuah, décrivant les cheveux frisés des Mélanésiens. Nouvelle-Guinée viendrait de l'explorateur espagnol Íñigo Ortiz de Retes, qui note la ressemblance des habitants à ceux de la côte guinéenne d'Afrique.
 Paraguay
Origine exacte inconnue, quoiqu'il dérive probablement du nom de la rivière éponyme. L'une des explications les plus courantes est qu'il dérive de « eau des Payagua » (une tribu locale). Une autre lie les mots guarani para (« rivière ») et guai (« couronne »), donc « rivière couronnée ». Une autre encore cite para (« rivière »), gua (« de »), et i (« eau »), signifiant « rivière qui vient de l'eau », se référant à la région marécageuse au nord (aujourd'hui en territoire brésilien).
 Pays-Bas
Le nom autochtone néerlandais, Nederland, vient du germanique pour « basses terres », d'où « Pays-Bas ».
- Hollande (une partie du pays ; souvent utilisé à tort pour se référer à tout le pays) : du germanique holt-land (« pays boisé », mais souvent dérivé à tort comme « pays creux [= marécageux] »).
- Batavia (latin) : du nom de la tribu germanique des Bataves.

 Pérou
Signification exacte inconnue. La théorie la plus répandue est celle qui fait dériver le nom du mot biru (« rivière ») (à comparer avec la rivière Biru en Équateur). Une autre suggère qu'il viendrait du nom d'un chef de tribu locale, Beru : les explorateurs espagnols lui auraient demandé le nom du pays, mais le chef n'ayant pas compris leur langue, croit qu'ils lui demandaient son nom. Une autre origine possible est Pelu, qui serait un vieux nom pour la région.
 Philippines
« Terres du roi Philippe » (Philippe II d'Espagne, qui régna de 1556 à 1598), le suffixe -ines étant adjectival. 
- Parmi les autres noms autochtones on trouve Katagalugan (utilisé par les Katipunan, signifiant « terre/région de ceux habitant les rives de rivières », quoique ce nom réfère originellement aux régions tagalog), et Maharlika (du nom de la haute classe aux Philippines pré-hispaniques, et signifiant « noble »).

Îles Pitcairn (territoire britannique d'outre-mer)
Un membre de l'équipage du capitaine Philip Carteret sur le HMS Swallow, le premier à voir les îles en juillet 1767. Carteret nomme l'île principale Pitcairn's Island d'après le premier homme à l'avoir vue : le fils du Major Pitcairn des Marines.
 Pologne
« Terre des Polanes », le territoire de la tribu des Polanes (Polanie). Quand les Polanes forment une Pologne unifiée au Xe siècle, ce nom est également utilisé pour tout le pays. Le nom polonais Polska exprime les deux significations jusqu'à ce que le territoire d'origine des Polanes soit connu sous le nom de Grande-Pologne (Wielkopolska) au XIIIe siècle ou XIVe siècle. Le nom de la tribu venait probablement du polonais pole, « pré » ou « pré ouvert ».
- Lengyelország (hongrois), Lenkija (lituanien), لهستان Lahestân (persan) dérivent tous de l'ethnonyme vieux ruthénien ou vieux polonais lęděnin (peut-être « homme labourant la terre vierge ») et son augmentatif lęch.

 Polynésie française (territoire français d'outre-mer)
Le terme géographique « Polynésie » signifie « beaucoup d'îles », formé à partir des racines grecques πολύ (polý), « beaucoup » et νῆσος (nēsos), « île ».
 Portugal
Du latin portus (« port ») et Cale (du lieu Portus Cale). L'origine de Cale est inconnue, mais peut être liée aux Gallaeci, un peuple celte qui habitait au nord du Douro aux temps pré-romains. Elle peut aussi dériver de kallis (καλλἰς), « beau » en grec ancien.
- Lusitanie (nom ancien et littéraire/poétique) : d'après la tribu des Lusitaniens, probablement d'origine celte (Lus et Tanus, « tribu de Lusus »).

 Porto Rico (commonwealth (territoire insulaire des États-Unis))
Christophe Colomb nomme l'île San Juan Bautista en honneur de saint Jean-Baptiste en 1493. Les autorités coloniales espagnoles fondent une capitale appelée Puerto Rico (« port riche »). Pour des raisons aujourd'hui inconnues, l'île et la capitale avaient échangé leurs noms au moins vers les années 1520.

### Q
Qatar
Dérive de Qatara, qui fait probablement référence à la ville qatarie de Zubara, une importante ville et port marchand de l'Antiquité. Le mot Qatara apparaît pour la première fois sur la carte du monde arabe de Ptolémée.

### R
La Réunion (territoire français d'outre-mer)
L'île a souvent changé de nom dans son passé, mais le nom Réunion est associé à l'île pour la première fois en 1793 dans un décret de la Convention nationale française. Le nom commémore l'union des révolutionnaires de Marseille avec la Garde nationale à Paris le 10 août 1792.
 Roumanie
« Royaume romain ». L'Empire romain conquiert une grande partie du pays, et les habitants sont romanisés.
- Dacie (nom ancien et variante latine) : d'après les Daciens.
- Valachie (nom slave) : du mot gothique pour les Celtes, walh (aussi utilisé plus tard pour les tribus romanisées). Cette forme germanique dérive du nom de la tribu celte des Volcae.

 Royaume-Uni
Forme raccourcie de Royaume-Uni de Grande-Bretagne et d'Irlande du Nord. Le royaume uni (notons les minuscules) de Grande-Bretagne existe depuis le 1er mai 1707, quand l'Acte d'Union unifie le royaume d'Angleterre (en union politique avec le Pays de Galles depuis 1526) et le royaume d'Écosse pour créer l'État appelé Royaume-Uni de Grande-Bretagne (United Kingdom of Great Britain) dans les paragraphes II, III et IV de l'Acte d'Union, signé par le Parlement du Royaume-Uni. En 1801 l'union entre la Grande-Bretagne et le royaume d'Irlande créé le Royaume-Uni de Grande-Bretagne et d'Irlande. Le nom est changé pour son état actuel en 1927 à la suite de la sécession de l'union de l'État libre d'Irlande (aujourd'hui la république d'Irlande) en 1922.
 Russie
En russe Россия (Rossiya). Généralement accepté comme dérivé d'un groupe varègue appelés Rus' et l'état rus' de Kiev qu'ils cofondent. Les Soviétiques attribuèrent la fondation de cet état aux groupes culturellement slaves et non scandinaves, et croyaient donc que le terme Rossija dérivait du nom de la Ros près de Kiev. Le nom Rossiya utilisé depuis le XVIIe dérive du grec Ρωσία, dérivant lui-même de Ρως, un nom ancien pour les peuples du Rus'.
- Krievija (letton) : d'après la tribu Krivich, apparentés aux biélorusses modernes.
- Vene, Venemaa (estonien), Venäjä (finnois) : d'après la tribu des Venedes.

 Rwanda
Du nom du peuple Vanyaruanda, un mot d'origine inconnue mais probablement cognat au nom du Rwanda. Le pays est poétiquement appelé « Terre des mille collines ».

### S
Sahara occidental (disputé par le Maroc et la République arabe sahraouie démocratique)
D'après sa position géographique dans l'ouest du désert du Sahara. Sahara est la prononciation en français (et d'autres langues) du mot désert en arabe. Le groupe nationaliste local Front Polisario a nommé son gouvernement en exil la République arabe sahraouie démocratique d'après son peuple, les Sahrawi.
- Sahara espagnol (nom colonial).

 Saint-Christophe-et-Niévès
Probablement nommé en honneur de Saint Christophe (le saint patron des voyageurs) par Christophe Colomb. Les marins britanniques ont raccourci le nom à Saint Kitts. Niévès dérive de l'espagnol Nuestra Señora de las Nieves (« Notre Dame des Neiges »), à cause des nuages permanents qui couronnaient les montagnes sur l'île.
 Sainte-Hélène, Ascension et Tristan da Cunha (territoire britannique d'outre-mer)
Nommée en honneur de Sainte Hélène par le navigateur portugais João da Nova, qui découvre l'île le jour de fête de Sainte Hélène, le 21 mai 1502.
 Sainte-Lucie
Selon la tradition, nommée en honneur de Sainte Lucie par des marins français naufragés sur l'île le 13 décembre 1502 (jour de fête de cette sainte).
 Saint-Marin
De Marinus, un tailleur de pierre chrétien (peut-être mythique) qui quitte l'île de Rab (en Croatie moderne) pour échapper aux Romains anti-chrétiens. Il se réfugie au mont Titano avec ses fidèles en 301 ou 305 dans ce qui est aujourd'hui le pays de Saint-Marin.
 Saint-Pierre-et-Miquelon (territoire français d'outre-mer)
Originellement appelé « les Onze Mille Vierges » par l'explorateur portugais João Álvares Fagundes en 1521. Les Français nomment les îles en honneur de Saint Pierre. Miquelon vient du basque et signifie Michel (peut-être en honneur de saint Michel). En 1579 les cartes de Martin de Hoyarçabal publient pour la première fois les noms Micquetõ et Micquelle. Le nom évolue à Miclon, Micklon, et finalement Miquelon.
 Saint-Vincent-et-les-Grenadines
Nommé en honneur de Saint Vincent par Christophe Colomb le 22 janvier 1498 (jour de fête de ce saint). Les Grenadines, comme Grenade, tiennent son nom de celui de la ville du sud de l'Espagne.
 Îles Salomon
L'explorateur espagnol Alvaro de Mendaña y Neyra nomme les îles en les découvrant en 1567 ou 1568. Il espérait y trouver beaucoup d'or, donc il les nomme en honneur du roi biblique Salomon, connu pour sa sagesse, sa richesse et son pouvoir.
 Salvador
De El Salvador, « Le Sauveur » en espagnol : soit Jésus-Christ.
 Samoa
Du samoan sa (« sacré ») et moa (« centre »). La mythologie samoane dit que Samoa est le centre de l'univers. Certains[Qui ?] disent que les îles dérivent leur nom de celui d'un chef de tribu locale, ou d'un mot autochtone signifiant « lieu du moa ». Le moa, un grand oiseau aujourd'hui disparu, peut avoir servi de totem pour les habitants de l'île.
 Samoa américaines (territoire des États-Unis)
Voir Samoa et États-Unis.
 Sao Tomé-et-Principe
Du portugais pour « Saint Thomas et Prince ». L'île de Sao Tomé (en portugais São Tomé) est ainsi nommée par les explorateurs portugais parce qu'ils la découvrent le jour de fête de ce saint, le 21 décembre 1470 ou 1471. L'île de Principe (en portugais Príncipe) était à l'origine appelé Santo Antão (Saint Antoine), probablement car elle a été découverte le jour de fête de Saint Antoine, le 17 janvier 1471 ou 1472. Le nom est changé à Ilha do Príncipe (« île du prince ») en 1502, en référence au prince du Portugal, auquel on payait les taxes sur le sucre produit sur l'île.
 Sénégal
 Serbie
L'origine exacte est inconnue ; le nom des Sorabes (du territoire actuel de l'Allemagne) peut dériver de la même racine.
 Seychelles
Nommé en honneur de Jean Moreau de Séchelles, ministre des finances du roi Louis XV de 1754 à 1756.
L’orthographe de l’époque « Séchelles » a évolué pour donner aujourd’hui « Seychelles ».
 Sierra Leone
Adapté de Sierra Leona, la version espagnole du portugais Serra Leoa (« montagnes du lion »). L'explorateur portugais Pedro de Sintra nomme le pays d'après la forme des montagnes qu'il y voit en 1462 en naviguant le long de la côte ouest-africaine. On ne sait pas pourquoi les montagnes lui faisaient penser à des lions : elles pouvaient ressembler aux dents d'un lion, ou des lions qui dorment, ou le tonnerre qui y résonnait ressemblait peut-être au rugissement d'un lion.
- Deorum Currus (variante latine) : origine inconnue.

 Singapour
En malais, Singapura dérive du sanscrit सिंगापोर Simhapura (ou Singhapura), signifiant « ville du lion ». Plus anciennement, l'île s'appelait Temasek, de la racine malaise ou javanaise tasik, « lac ». Singapour est la version francisée du nom malais encore en usage aujourd'hui, avec des variantes chinoise et tamoul (les langues officielles de Singapour sont le malais, le chinois, le tamoul et l'anglais).
 Slovaquie
Du slave pour « Slave ». L'origine du mot Slave lui-même reste inconnu.
 Slovénie
Du slave pour « Slave ». L'origine du mot Slave lui-même reste inconnu.
 Somalie
Du nom des Somalis, le peuple y habitant. L'étymologie de leur nom reste incertaine, mais il y a deux possibilités : qu'il dérive de sac maal (« ceux qui gardent le bétail »), ou d'un patriache mythique appelé Samaale.
 Soudan
De l'arabe Bilad as-Sudan (البلاد السودان), « Terre des Noirs ». Référait à l'origine à la plupart du Sahel.
 Sri Lanka
Du sanscrit श्री लंका (« Lanka resplendissant »). Le mot « Lanka » est littéralement « île ».
- Serendip (nom ancien) : dérive de sihalan-dip, « l'île de sihalas » ou « île de helas » (du nom des habitants), ou de swaran-dip (« île dorée »).
- Ceylan (français), Ceylon (anglais), Ceilão (portugais) : du pali शिन्हल Sinhalana (« terre des lions »).
- Taproben (nom ancien) : de dip-Raawan, « île du roi Rawana ». « Lanka » était à l'origine la capitale de l'ancien royaume du roi Rawana.

 Suède
Du vieux norrois Sviþjoð : svi (proto-indo-européen *suos « parents, tribu ») et þjoð (« peuple », cognat du deut en « Deutsch » et teut en « teuton »).
- Sverige (nom suédois) : de la phrase Svea Rike, « royaume des Suédois ». Rike a la même racine que l'allemand Reich, le norvégien rike ou le danois rige, signifiant « royaume/empire ».
- Ruotsi (finnois), Rootsi (estonien), Rūotšmō (livonien), Ruoŧŧa (saami) : probablement du nom d'un peuple varègue appelé les Rus', originellement de Roslagen en Svealand. L'origine du terme rus est inconnu, mais dérive peut-être de l'élément roþs- (« avoir trait à l'action de ramer »), qui a le même origine que row (« ramer » en anglais).

 Suisse
Du toponyme Schwyz, utilisé au moins depuis l'an 972 sous la forme Suittes, dérivé du nom alémanique Suito.
- Helvetia (nom latin) : d'après le nom du peuple celte Helvetii.

 Suriname
Du nom de l'ethnie Surinen, les premiers habitants Amérindiens de la région.
 Svalbard (territoire de Norvège)
De racines vieux norroises signifiant « bord froid ».
 Syrie
Du nom grec ancien pour le pays, Συρία (Syria). Probablement lié au nom de l'Assyrie, quoique l'Assyrie est située dans ce qui est aujourd'hui le territoire irakien. Avant les Grecs, la région de Syrie était appelée Aram (d'où le nom de la langue araméenne, ancienne lingua franca du Moyen-Orient).

### T
Tadjikistan
« Terre des Tadjiks », « Tadjiks » étant un nom alternatif des Persans. Le Tadjikistan est le seul pays de la Communauté des États indépendants où la langue officielle est le persan ; son histoire remonte à l'Empire perse. Le suffixe -stan, du persan, signifie « terre, pays ». :
Les Perses sassanides utilisent longtemps le mot Tāzīg (dérivé de la tribu Tayy, qui domine en Irak), comme leur mot pour « Arabe ». En nouveau persan, ce mot devient Tāzī, mais la prononciation la plus proche à Sogdiane était Tājīk. Cette version réfère éventuellement aux nouveaux maîtres du pays : ils étaient typiquement (mais pas nécessairement) arabes, mais toujours musulmans. Tājīk sera également utilisé pour référer à la langue qu'ils parlaient (qui deviendra le nouveau persan). « Tadjik » est donc le nom pour une personne qui parle le persan (localement appelé tojiki), et qui vient d'Asie centrale. :
Une autre origine possible est le tibétain Tag Dzig (prononcé « Tadjik »), le mot qu'ils utilisent pour désigner les Perses, mais qui signifie également « tigre-guépard ». Cela peut expliquer pourquoi tellement de légendes tibétaines sur leurs voisins de l'ouest concernent des combinaisons diverses de tigres et guépards.
 Taïwan
Les caractères chinois utilisés de nos jours signifient « baie en terrasses » en chinois (une référence aux paysages de champs de riz en terrasse, typiques sur l'île). Les caractères plus anciens (台員) ont des significations complètement différentes. Certains pensent que les caractères ne sont que des véhicules phonétiques utiles pour écrire un nom austronésien plus ancien. Au début du XVIIe siècle, quand la Compagnie néerlandaise des Indes orientales construit un poste commercial au Fort Zeelandia (aujourd'hui Taïnan), les Néerlandais adoptent le nom d'une tribu autochtone qu'ils translittèrent « Tayouan » ou « Teyowan ». Les marchands (et plus tard, bureaucrates) chinois adoptent le même nom, mais la translittération différente en hanzi cache la vraie étymologie, et évoque plusieurs mythes ou histoires. Une de ces histoires raconte que « Taïwan » dérive d'une phrase minnan à la même prononciation, 埋冤, signifiant « enterrer les injustement morts », suggérant la difficulté du voyage maritime jusqu'à Taïwan. Ce type d'histoire a été remplacé par des sources ethnologiques et coloniales.
- Formose (ancien nom) : du portugais Ilha Formosa signifiant la « belle île ».

 Tanzanie
Un mélange des noms des deux anciens États qui forment ce pays : le Tanganyika et le Zanzibar.
Tanganyika tient son nom du lac éponyme. Sir Richard Burton est le premier Européen à voir ce lac, et explique que le nom dérive d'une langue autochtone : tou tanganyka (« rejoindre », dans le sens de « où se rejoignent les eaux »). En 1871 Henry Morton Stanley dit que le mot vient de tonga (« île ») et hika (« plat »). Les deux théories sont incertaines.
Zanzibar, quant à lui, dérive son nom des Zengi ou Zengj (زنكي), un peuple local dont le nom signifie « noir ». Cette racine est couplée à l'arabe barr (برر), signifiant « côte », « rivage ».
 Tchad
Nommé d'après le lac Tchad, dans le sud-ouest du pays. Le lac tient son nom du mot bomu tsade (« lac »).
 Tchécoslovaquie
« Terre des Tchèques et Slovaques », d'après les deux groupes ethniques principaux de cet ancien pays. « Slovaque » dérive du slave pour « Slaves », et « Tchèque » est d'origine inconnue.
 Tchéquie
De Čechové (Češi, « Tchèques »), le nom d'une des tribus slaves du territoire, qui conquit les tribus slaves voisines autour de l'an 900. L'origine du nom de la tribu elle-même reste inconnue. Selon une légende, elle viendrait de leur leader Čech, qui les y avait amenés depuis la Bohême. La plupart des théories d'experts considèrent Čech un dérivé obscur de, par exemple, Četa (un type d'unité militaire).
- Le latin Boiohaemum et sa variante française Bohême dérivent de la tribu celte des Boïens (Boii en latin). Le nom latin viendrait du germanique Boi-heim, signifiant « chez les Boii ».

Terres australes et antarctiques françaises (territoire français d'outre-mer)
De la position géographique des territoires (dans le sud de l'océan Indien). :
Note : Le Traité sur l'Antarctique de 1959 a suspendu l'exercice de la souveraineté exclusive pour les territoires situés en Antarctique.
Territoire britannique de l'océan Indien (territoire britannique d'outre-mer)
Descriptif. Voir les sections sur la Grande-Bretagne et l'Inde.
 Thaïlande
Le mot « Thaï » (ไทย) ne dérive pas du mot thai (ไท), qui signifie « liberté » en thaï, mais du nom d'un groupe ethnique des plaines centrales. Les habitants ont également accepté cette signification alternative et diront que le nom du pays signifie « terre de ceux qui sont libres », peut-être à cause de la difficulté à expliquer la vraie signification aux étrangers ne parlant pas thaï.
- สยาม Siam (ancien nom) : Les Thaïs appellent leur pays Siam dès la période du royaume de Sukhothaï. Il devient le nom du pays dès le règne du roi Rama VI ou roi Vajiravudh. Il est changé à « Thaïlande » pendant le règne du roi Rama VII (1925-1935) par le gouvernement siamois de l'époque. Le mot « Siam » dérive probablement du toponyme pali Suvarnabhumi (शुभर्नभुमि), « Terre d'or », de la racine pali sama (सम) dénotant plusieurs couleurs (le plus souvent marron ou jaune, mais parfois vert ou noir).

 Timor oriental
Du mot malais timur, signifiant « est ». 
- La langue locale officielle, tétoum, appelle le pays Timor Lorosae (Timor oriental).
- En portugais, ancienne langue coloniale, le nom est Timor-Leste.
- En Indonésie le nom formel est Timor Timur (étymologiquement « est oriental ») ; les Indonésiens le raccourcissent souvent à Tim-Tim.
- Le nom colonial était Timor Portugais.

 Togo
Du village Togo, aujourd'hui Togoville. De la langue ewe : to (« eau ») et go (« côte »).
Ce toponyme serait formé de to « près » et go « rive », et signifi erait « au-delà de la rive, au-delà de la rivière ou situé sur l’autre rive » en langue éwé. Cette version est battue en brèche par une autre hypothèse stipulant que le nom du village signifie plutôt ville « au-delà de la falaise » et non « au-delà de la rivière »  en langue éwé.
- Togo français, Togoland (noms coloniaux). Le Togo occidental est le nom d'une ancienne colonie britannique dans ce qui est aujourd'hui une partie du Ghana.

 Tokelau (territoire de Nouvelle-Zélande)
De la langue tokelau pour « nord » ou « septentrional », décrivant la position des îles par rapport à Samoa. Les habitants de Tokelau étaient à l'origine des colons samoans.
 Tonga
Du samoan « sud » ou « méridional », décrivant la position des îles par rapport à Samoa.
- Friendly Islands (« îles des Amis ») : nom donné par le capitaine James Cook en 1773, après avoir été chaleureusement accueilli par les habitants des îles.

 Trinité-et-Tobago
Christophe Colomb découvre l'île de Trinité le 31 juillet 1498 et la nomme en honneur de la Sainte Trinité. Il dit avoir vu Tobago, qu'il nomme Bella Forma, mais n'y débarque pas. Le nom Tobago dérive probablement du tabac cultivé par les autochtones.
- Kairi ou Iere (ancien nom amérindien pour l'île de Trinité) : « Terre du colibri » est la traduction la plus courante, quoique certains disent que ces mots signifient tout simplement « île ».

Île Tromelin (territoire français d'outre-mer)
Le Chevalier de Tromelin, officier de la marine nationale française et capitaine de la corvette La Dauphine, visita l'île en 1776.
 Tunisie
D'après le nom de sa capitale, Tunis, dont le nom proviendrait probablement de celui de la déesse carthaginoise Tanit, la ville antique de Tynes, ou de la racine berbère ens, signifiant « s'allonger ». Certains chercheurs ont suggéré que « Tunis » tire son origine du nom de l'antique ville de Tarsis ou Tarshish
 Turkménistan
De Turkmen et -stan (le suffixe persan signifiant « terre, pays »), donc « terre des Turkmènes ».
 Îles Turques-et-Caïques (territoire britannique d'outre-mer)
« Turques » vient du nom du cactus Melocactus intortus, appelé « Tête de Turc » ou « fez ». « Caïques » vient du terme amérindien lucayan caya hico, signifiant « chapelet d'îles ».
 Turquie
Le nom turc Türkiye est constitué de deux parties : Türk, signifiant « fort » en turc et se référant aux habitants du pays, et iye, dont l'origine est incertaine. Iye peut être un suffixe latin (-ie comme dans Croatie) ou arabe (-iyye). La racine est répandue dans les noms tribaux turco-mongols, et apparaît dans l'ethnonyme des habitants du Turkménistan.
- Roum (Р'ом, ڕۆم), variante kurde : d'après le Sultanat de Roum. Quand les Perses rencontrent les Byzantins, ceux-ci se présentent comme Rhomaioi (« Romains »), ce qui donna le nom Roum à la région où s’installèrent les Turcs.

 Tuvalu
De la langue autochtone pour « huit îles » ou « les huit debout ensemble » (le pays est constitué de neuf îles, dont huit seulement sont habités). Un nom ancien, Niukalita (le nom du premier atoll habité en 1949), fut supprimé.
- Îles Ellice (nom colonial) : nommé en honneur d'Edward Ellice, homme politique et marchand britannique, par le capitaine Arent DePeyster, qui découvre les îles en 1819 sur le navire Rebecca. Ellice possédait toute la cargaison du navire. Le nom Tuvalu est adopté à la suite d'un vote pour la sécession des îles Gilbert (aujourd'hui Kiribati) en 1975/76.

### U
Ukraine
Krai (Край) vient du mot slave krai/kraj et son dérivé krajina, signifiant « terre », « région », « principauté », « frontière ».
Union soviétique
Forme raccourcie de « Union des républiques socialistes soviétiques » (URSS). Le mot soviet (совет), un nom abstrait russe, signifie « conseil » ou « assemblée », et dérive de racines slaves connotant « partagé, commun » et « connaissances ». :
La plupart des langues, comme le français, ont adopté le mot russe soviet comme ethnonyme de l'Union soviétique. Par exemple, اتحاد سوفييتي Itihad sofieti (arabe), Soviet Union (anglais), Szovjetunió (hongrois), Unión Soviética (espagnol) et Umoja wa Kisovyeti (swahili). Dans d'autres langues, le mot soviet (« conseil ») a été traduit au terme correspondant : par exemple, Nõukogude Liit (estonien), Neuvostoliitto (finnois), Padomju Savienība (letton), Tarybų Sąjunga (lituanien) et Союз Радянських Soyouz Radyanskiy (ukrainien). En polonais on utilise Związek Radziecki et Związek Sowiecki. En persan le nom est اتحاد شوروی itehad shuravi (et en tadjik Иттиҳоди Шӯравӣ), shuravi dérivant du mot arabe shura.
 Uruguay
Du nom du fleuve Uruguay : le nom officiel du pays est República Oriental del Uruguay (« république orientale de l'Uruguay »), où « oriental » fait référence à sa position géographique à l'est dudit fleuve. « Uruguay » lui-même peut dériver soit du guarani urugua (« fruit de mer ») et i (« eau »), donc « fleuve de fruits de mer », ou du guarani uru (un type d'oiseau vivant près du fleuve), gua (« procéder de ») et i (« eau »).

### V
Vanuatu
Dérive d'une phrase dans plusieurs langues du Vanuatu, signifiant « notre terre ».
- Nouvelles-Hébrides (nom ancien et colonial) : nommées par le capitaine James Cook en 1774 d'après les îles Hébrides en Écosse.

 Vatican
Du latin vaticinari, du nom de la colline Mons Vaticanus sur laquelle est située en partie le Vatican. Vaticanus proviendrait de vātēs ou vātis (« devin » ou « voyant ») ; dans la Rome antique, de nombreux devins résident de ce côté du Tibre, l'art de la divination étant interdit à Rome même. Une autre étymologie fait remonter le terme à une ville étrusque nommée Vaticum, qui aurait existé à cet endroit.
 Venezuela
De l'italien Venezuola, signifiant « petite Venise ». Les maisons amérindiennes sur pilotis construites sur le lac Maracaibo impressionnent les explorateurs européens Alonso de Ojeda et Amerigo Vespucci et leur rappellent les habitations de Venise.
 Îles Vierges britanniques
Territoire britannique d'outre-mer ; Christophe Colomb nomme cet archipel du nord-est de la Caraïbe en honneur de sainte Ursule et des 11 000 vierges en 1493. L'adjectif « britanniques » les distingue des îles voisines, les îles Vierges des États-Unis.
 Îles Vierges des États-Unis
Territoire organisé des États-Unis ; Christophe Colomb nomme cet archipel du nord-est de la Caraïbe en honneur de sainte Ursule et des 11 000 en 1493. Le terme « des États-Unis » les distingue des îles voisines, les Îles Vierges britanniques.
- Indes occidentales danoises (nom colonial) : d'après l'ancien pouvoir colonial, le Danemark. L'appellation « Indes occidentales » fait opposition aux Indes orientales.

 Vietnam
« Viêt du Sud », une variation du nom ancien Nam Việt (南越). Le « Sud » distingue ce peuple des Việt du Nord (en chinois 越, Yuè), actuellement en république populaire de Chine. La première utilisation de « Viêt Nam » est attestée dans un poème de Nguyên Binh Khiêm (1491-1585) :
« Việt Nam khởi tổ xây nền » (« Le Viêt Nam est en train d'être créé »)
- Annam (nom colonial) : du chinois 安南 (ānnán), de 安 (« paix ») et 南 (« Sud »), soit lilittéralement « le Sud pacifié ». Ce nom est donné par la dynastie chinoise des Tang (618 - 907) à un pays qu'elle colonise et qui est devenu le Viêt Nam actuel.

### W
Atoll Wake
Île mineure éloignée des États-Unis, du nom du capitaine britannique William Wake, qui découvre l'atoll en 1796 sur le navire Prince William Henry (quoi que l'explorateur espagnol Álvaro de Mendaña pourrait l'avoir découvert en 1568).
 Wallis-et-Futuna
Collectivité d'outre-mer française, du nom de deux de ses trois îles principales : Wallis et Futuna.
« Wallis » provient du nom de l'explorateur anglais Samuel Wallis, qui découvre les îles en 1797.

### Y
Yémen
De la racine arabe ymn (يمن), signifiant « droite » (l'opposé de « gauche »), mais sa signification exacte est disputée. Certaines sources déclarent que le nom vient de yamîn (يأمن), signifiant « du côté droit » et par extension « Sud » (beaucoup de langues sémitiques, dont l'arabe et l'hébreu, montrent des traces d'un système mettant le sud à droite et le nord à gauche). D'autres sources disent que le nom trouve son origine dans yumn (يأمن), signifiant « bonheur » ou « bénédiction » (« droit » signifiant ici « bon »). Quoi qu'il en soit, le nom désignait à l'origine toute la côte sud de la péninsule arabe.
- Arabia Felix (« heureuse Arabie ») : nom latin à l'époque antique.

 Yougoslavie
Du serbo-croate Jugoslavija, signifiant « terre des Slaves du Sud » (jug signifiant « Sud » dans les langues slaves méridionales).

### Z
Zambie
Du nom du fleuve Zambèze, qui coule dans l'est du pays et forme la frontière avec le Zimbabwe.
Il est fort probable que ce nom signifie « fleuve » ou « mère des eaux ».
- Rhodésie du Nord (nom colonial) : d'après le nom de famille de Cecil Rhodes, premier ministre et homme d'affaires sud-africain qui aida à fonder la colonie. La mention « du Nord » la différenciait de la Rhodésie du Sud (aujourd'hui le Zimbabwe).

 Zimbabwe
Modification du shona Dzimba-dze-mabwe, signifiant « maisons de pierres » (dzimba étant le pluriel de imba, « maison », et mabwe étant le pluriel de bwe, « pierre »), en référence aux murs de pierre de l'ancien empire marchand du Grand Zimbabwe.
- Rhodésie du Sud, Rhodésie (noms coloniaux) : d'après le nom de famille de Cecil Rhodes, premier ministre et homme d'affaires sud-africain qui aida à fonder la colonie. La mention « du Sud » la différenciait de la Rhodésie du Nord (aujourd'hui la Zambie).

### Sources et bibliographie
- (en) Room, Adrian ; Brewer's Names: People. Places. Things ; Cassell ; 1992 ;  (ISBN 0-304-34077-4)
- (en) Room, Adrian ; Placenames of the World, Origins and Meanings ; McFarland and Company, Inc, Publishers ; 1997 ;  (ISBN 0-7864-0172-9)